# Llista d'asteroides (375001-376000)
Llista d'asteroides del 375.001 al 376.000, amb data de descoberta i descobridor. És un fragment de la llista d'asteroides completa. Als asteroides se'ls dona un número quan es confirma la seva òrbita, per tant apareixen llistats aproximadament segons la data de descobriment.

## 375001-375100
| Nom    | Designació provisional | Data de descobriment   | Lloc de descobriment | Descobridor/s          |
| ------ | ---------------------- | ---------------------- | -------------------- | ---------------------- |
| 375001 | 2007 FX13              | 19 de març de 2007     | Mount Lemmon         | Mt. Lemmon Survey      |
| 375002 | 2007 FK16              | 6 de febrer de 2007    | Kitt Peak            | Spacewatch             |
| 375003 | 2007 FZ27              | 20 de març de 2007     | Mount Lemmon         | Mt. Lemmon Survey      |
| 375004 | 2007 FP37              | 26 de març de 2007     | Mount Lemmon         | Mt. Lemmon Survey      |
| 375005 | 2007 FM42              | 26 de març de 2007     | Calvin-Rehoboth      | Calvin College         |
| 375006 | 2007 GU                | 7 d'abril de 2007      | Mount Lemmon         | Mt. Lemmon Survey      |
| 375007 | 2007 GQ5               | 14 d'abril de 2007     | Nogales              | J.-C. Merlin           |
| 375008 | 2007 GO9               | 8 d'abril de 2007      | Purple Mountain      | PMO NEO Survey Program |
| 375009 | 2007 GN15              | 11 d'abril de 2007     | Mount Lemmon         | Mt. Lemmon Survey      |
| 375010 | 2007 GW19              | 11 d'abril de 2007     | Kitt Peak            | Spacewatch             |
| 375011 | 2007 GD21              | 11 d'abril de 2007     | Mount Lemmon         | Mt. Lemmon Survey      |
| 375012 | 2007 GD22              | 11 d'abril de 2007     | Mount Lemmon         | Mt. Lemmon Survey      |
| 375013 | 2007 GE22              | 11 d'abril de 2007     | Mount Lemmon         | Mt. Lemmon Survey      |
| 375014 | 2007 GD28              | 15 d'abril de 2007     | Kitt Peak            | Spacewatch             |
| 375015 | 2007 GA34              | 13 d'abril de 2007     | Siding Spring        | Siding Spring Survey   |
| 375016 | 2007 GQ36              | 14 d'abril de 2007     | Kitt Peak            | Spacewatch             |
| 375017 | 2007 GO39              | 14 d'abril de 2007     | Kitt Peak            | Spacewatch             |
| 375018 | 2007 GN40              | 14 d'abril de 2007     | Kitt Peak            | Spacewatch             |
| 375019 | 2007 GA41              | 14 d'abril de 2007     | Kitt Peak            | Spacewatch             |
| 375020 | 2007 GP49              | 15 d'abril de 2007     | Kitt Peak            | Spacewatch             |
| 375021 | 2007 GY51              | 9 de gener de 2006     | Mount Lemmon         | Mt. Lemmon Survey      |
| 375022 | 2007 GJ56              | 15 d'abril de 2007     | Kitt Peak            | Spacewatch             |
| 375023 | 2007 GJ63              | 15 d'abril de 2007     | Kitt Peak            | Spacewatch             |
| 375024 | 2007 GE66              | 15 d'abril de 2007     | Kitt Peak            | Spacewatch             |
| 375025 | 2007 GR72              | 15 d'abril de 2007     | Catalina             | CSS                    |
| 375026 | 2007 GU74              | 14 d'abril de 2007     | Mount Lemmon         | Mt. Lemmon Survey      |
| 375027 | 2007 GD76              | 15 d'abril de 2007     | Kitt Peak            | Spacewatch             |
| 375028 | 2007 GK76              | 11 d'abril de 2007     | Kitt Peak            | Spacewatch             |
| 375029 | 2007 HP6               | 20 de març de 2007     | Mount Lemmon         | Mt. Lemmon Survey      |
| 375030 | 2007 HH14              | 19 d'abril de 2007     | Mount Lemmon         | Mt. Lemmon Survey      |
| 375031 | 2007 HM17              | 16 d'abril de 2007     | Anderson Mesa        | LONEOS                 |
| 375032 | 2007 HC18              | 16 d'abril de 2007     | Catalina             | CSS                    |
| 375033 | 2007 HS18              | 16 d'abril de 2007     | Catalina             | CSS                    |
| 375034 | 2007 HH40              | 20 d'abril de 2007     | Mount Lemmon         | Mt. Lemmon Survey      |
| 375035 | 2007 HO60              | 20 d'abril de 2007     | Socorro              | LINEAR                 |
| 375036 | 2007 HW61              | 22 d'abril de 2007     | Kitt Peak            | Spacewatch             |
| 375037 | 2007 HU63              | 22 d'abril de 2007     | Mount Lemmon         | Mt. Lemmon Survey      |
| 375038 | 2007 HC76              | 22 d'abril de 2007     | Kitt Peak            | Spacewatch             |
| 375039 | 2007 HF76              | 22 d'abril de 2007     | Kitt Peak            | Spacewatch             |
| 375040 | 2007 HC77              | 23 d'abril de 2007     | Kitt Peak            | Spacewatch             |
| 375041 | 2007 HL87              | 24 d'abril de 2007     | Kitt Peak            | Spacewatch             |
| 375042 | 2007 JC5               | 8 de maig de 2007      | Anderson Mesa        | LONEOS                 |
| 375043 | 2007 JV22              | 11 de maig de 2007     | Lulin                | LUSS                   |
| 375044 | 2007 JZ23              | 9 de maig de 2007      | Mount Lemmon         | Mt. Lemmon Survey      |
| 375045 | 2007 JV27              | 10 de maig de 2007     | Kitt Peak            | Spacewatch             |
| 375046 | 2007 JJ31              | 12 de maig de 2007     | Mount Lemmon         | Mt. Lemmon Survey      |
| 375047 | 2007 JN40              | 12 de maig de 2007     | Kitt Peak            | Spacewatch             |
| 375048 | 2007 LY10              | 9 de juny de 2007      | Kitt Peak            | Spacewatch             |
| 375049 | 2007 LS11              | 9 de juny de 2007      | Kitt Peak            | Spacewatch             |
| 375050 | 2007 LJ22              | 13 de juny de 2007     | Kitt Peak            | Spacewatch             |
| 375051 | 2007 LL24              | 14 de juny de 2007     | Kitt Peak            | Spacewatch             |
| 375052 | 2007 LW27              | 15 de juny de 2007     | Kitt Peak            | Spacewatch             |
| 375053 | 2007 NW4               | 13 de juliol de 2007   | Reedy Creek          | J. Broughton           |
| 375054 | 2007 PF6               | 8 d'agost de 2007      | Socorro              | LINEAR                 |
| 375055 | 2007 PB10              | 8 d'agost de 2007      | Socorro              | LINEAR                 |
| 375056 | 2007 PY26              | 7 d'agost de 2007      | Palomar              | Palomar                |
| 375057 | 2007 PS29              | 8 d'agost de 2007      | Socorro              | LINEAR                 |
| 375058 | 2007 PU35              | 11 d'agost de 2007     | Anderson Mesa        | LONEOS                 |
| 375059 | 2007 PM46              | 16 de febrer de 1999   | Caussols             | ODAS                   |
| 375060 | 2007 PA49              | 10 d'agost de 2007     | Kitt Peak            | Spacewatch             |
| 375061 | 2007 PM50              | 10 d'agost de 2007     | Kitt Peak            | Spacewatch             |
| 375062 | 2007 PQ50              | 10 d'agost de 2007     | Kitt Peak            | Spacewatch             |
| 375063 | 2007 PV50              | 10 d'agost de 2007     | Kitt Peak            | Spacewatch             |
| 375064 | 2007 QH                | 16 d'agost de 2007     | Bisei SG Center      | BATTeRS                |
| 375065 | 2007 QS17              | 23 d'agost de 2007     | Kitt Peak            | Spacewatch             |
| 375066 | 2007 RZ4               | 31 d'agost de 2007     | Siding Spring        | K. Sarneczky, L. Kiss  |
| 375067 | 2007 RJ6               | 6 de setembre de 2007  | Vicques              | M. Ory                 |
| 375068 | 2007 RU14              | 11 de setembre de 2007 | Dauban               | Chante-Perdrix         |
| 375069 | 2007 RE20              | 12 de setembre de 2007 | Hibiscus             | N. Teamo, J. C. Pelle  |
| 375070 | 2007 RF31              | 5 de setembre de 2007  | Catalina             | CSS                    |
| 375071 | 2007 RM40              | 9 de setembre de 2007  | Kitt Peak            | Spacewatch             |
| 375072 | 2007 RR40              | 9 de setembre de 2007  | Kitt Peak            | Spacewatch             |
| 375073 | 2007 RC48              | 9 de setembre de 2007  | Mount Lemmon         | Mt. Lemmon Survey      |
| 375074 | 2007 RK59              | 10 de setembre de 2007 | Kitt Peak            | Spacewatch             |
| 375075 | 2007 RR59              | 10 de setembre de 2007 | Mount Lemmon         | Mt. Lemmon Survey      |
| 375076 | 2007 RQ60              | 10 de setembre de 2007 | Catalina             | CSS                    |
| 375077 | 2007 RW60              | 10 de setembre de 2007 | Catalina             | CSS                    |
| 375078 | 2007 RQ61              | 10 de setembre de 2007 | Mount Lemmon         | Mt. Lemmon Survey      |
| 375079 | 2007 RD69              | 10 de setembre de 2007 | Kitt Peak            | Spacewatch             |
| 375080 | 2007 RD73              | 10 de setembre de 2007 | Mount Lemmon         | Mt. Lemmon Survey      |
| 375081 | 2007 RY82              | 10 de setembre de 2007 | Mount Lemmon         | Mt. Lemmon Survey      |
| 375082 | 2007 RP111             | 11 de setembre de 2007 | Kitt Peak            | Spacewatch             |
| 375083 | 2007 RQ135             | 13 de setembre de 2007 | Kitt Peak            | Spacewatch             |
| 375084 | 2007 RJ172             | 10 de setembre de 2007 | Kitt Peak            | Spacewatch             |
| 375085 | 2007 RR189             | 10 de setembre de 2007 | Kitt Peak            | Spacewatch             |
| 375086 | 2007 RW191             | 11 de setembre de 2007 | Kitt Peak            | Spacewatch             |
| 375087 | 2007 RC208             | 10 de setembre de 2007 | Kitt Peak            | Spacewatch             |
| 375088 | 2007 RR212             | 12 de setembre de 2007 | Catalina             | CSS                    |
| 375089 | 2007 RA219             | 14 de setembre de 2007 | Mount Lemmon         | Mt. Lemmon Survey      |
| 375090 | 2007 RJ242             | 15 de setembre de 2007 | Socorro              | LINEAR                 |
| 375091 | 2007 RP291             | 12 de setembre de 2007 | Mount Lemmon         | Mt. Lemmon Survey      |
| 375092 | 2007 RC298             | 8 de setembre de 2007  | Anderson Mesa        | LONEOS                 |
| 375093 | 2007 RC310             | 4 de setembre de 2007  | Catalina             | CSS                    |
| 375094 | 2007 RD313             | 4 de setembre de 2007  | Catalina             | CSS                    |
| 375095 | 2007 RL317             | 10 de setembre de 2007 | Mount Lemmon         | Mt. Lemmon Survey      |
| 375096 | 2007 RM320             | 13 de setembre de 2007 | Mount Lemmon         | Mt. Lemmon Survey      |
| 375097 | 2007 RU321             | 9 de setembre de 2007  | Kitt Peak            | Spacewatch             |
| 375098 | 2007 SL10              | 19 de setembre de 2007 | Kitt Peak            | Spacewatch             |
| 375099 | 2007 TM1               | 2 d'octubre de 2007    | Siding Spring        | Siding Spring Survey   |
| 375100 | 2007 TU9               | 6 d'octubre de 2007    | Socorro              | LINEAR                 |

## 375101-375200
| Nom    | Designació provisional | Data de descobriment   | Lloc de descobriment | Descobridor/s          |
| ------ | ---------------------- | ---------------------- | -------------------- | ---------------------- |
| 375101 | 2007 TB44              | 7 d'octubre de 2007    | Kitt Peak            | Spacewatch             |
| 375102 | 2007 TT52              | 4 d'octubre de 2007    | Kitt Peak            | Spacewatch             |
| 375103 | 2007 TD71              | 13 d'octubre de 2007   | Siding Spring        | Siding Spring Survey   |
| 375104 | 2007 TL75              | 4 d'octubre de 2007    | Catalina             | CSS                    |
| 375105 | 2007 TS79              | 6 d'octubre de 2007    | 7300                 | W. K. Y. Yeung         |
| 375106 | 2007 TT128             | 6 d'octubre de 2007    | Kitt Peak            | Spacewatch             |
| 375107 | 2007 TN130             | 6 de juny de 2005      | Kitt Peak            | Spacewatch             |
| 375108 | 2007 TE144             | 6 d'octubre de 2007    | Socorro              | LINEAR                 |
| 375109 | 2007 TX170             | 12 d'octubre de 2007   | Dauban               | Chante-Perdrix         |
| 375110 | 2007 TX219             | 8 d'octubre de 2007    | Mount Lemmon         | Mt. Lemmon Survey      |
| 375111 | 2007 TG255             | 12 de setembre de 2007 | Kitt Peak            | Spacewatch             |
| 375112 | 2007 TD280             | 6 de setembre de 2007  | Anderson Mesa        | LONEOS                 |
| 375113 | 2007 TF284             | 11 de setembre de 2007 | Crni Vrh             | Crni Vrh               |
| 375114 | 2007 TP286             | 4 de novembre de 1996  | Kitt Peak            | Spacewatch             |
| 375115 | 2007 TK294             | 10 d'octubre de 2007   | Mount Lemmon         | Mt. Lemmon Survey      |
| 375116 | 2007 TO308             | 9 d'octubre de 2007    | Mount Lemmon         | Mt. Lemmon Survey      |
| 375117 | 2007 TW339             | 9 d'octubre de 2007    | Mount Lemmon         | Mt. Lemmon Survey      |
| 375118 | 2007 TW410             | 15 d'octubre de 2007   | Catalina             | CSS                    |
| 375119 | 2007 TS440             | 8 d'octubre de 2007    | Catalina             | CSS                    |
| 375120 | 2007 TU446             | 10 d'octubre de 2007   | Catalina             | CSS                    |
| 375121 | 2007 TB451             | 14 d'octubre de 2007   | Catalina             | CSS                    |
| 375122 | 2007 UR25              | 16 d'octubre de 2007   | Kitt Peak            | Spacewatch             |
| 375123 | 2007 UX77              | 30 d'octubre de 2007   | Kitt Peak            | Spacewatch             |
| 375124 | 2007 UC119             | 30 d'octubre de 2007   | Mount Lemmon         | Mt. Lemmon Survey      |
| 375125 | 2007 VH127             | 1 de novembre de 2007  | Mount Lemmon         | Mt. Lemmon Survey      |
| 375126 | 2007 VY184             | 11 de novembre de 2007 | Bisei SG Center      | BATTeRS                |
| 375127 | 2007 VZ184             | 11 de novembre de 2007 | Bisei SG Center      | BATTeRS                |
| 375128 | 2007 VR218             | 7 de maig de 2006      | Mount Lemmon         | Mt. Lemmon Survey      |
| 375129 | 2007 VM250             | 15 de novembre de 2007 | Mount Lemmon         | Mt. Lemmon Survey      |
| 375130 | 2007 VH266             | 2 de novembre de 2007  | Kitt Peak            | Spacewatch             |
| 375131 | 2007 VL300             | 14 de novembre de 2007 | Anderson Mesa        | LONEOS                 |
| 375132 | 2007 WR39              | 17 de novembre de 2007 | Catalina             | CSS                    |
| 375133 | 2007 WS49              | 4 de novembre de 2007  | Kitt Peak            | Spacewatch             |
| 375134 | 2007 WU57              | 20 de novembre de 2007 | Mount Lemmon         | Mt. Lemmon Survey      |
| 375135 | 2007 YF54              | 31 de desembre de 2007 | Mount Lemmon         | Mt. Lemmon Survey      |
| 375136 | 2007 YF70              | 30 de desembre de 2007 | Kitt Peak            | Spacewatch             |
| 375137 | 2007 YA74              | 31 de desembre de 2007 | Kitt Peak            | Spacewatch             |
| 375138 | 2008 AK11              | 10 de gener de 2008    | Mount Lemmon         | Mt. Lemmon Survey      |
| 375139 | 2008 AF31              | 19 de desembre de 2007 | Mount Lemmon         | Mt. Lemmon Survey      |
| 375140 | 2008 AU43              | 10 de gener de 2008    | Kitt Peak            | Spacewatch             |
| 375141 | 2008 AS76              | 12 de gener de 2008    | Kitt Peak            | Spacewatch             |
| 375142 | 2008 AC80              | 12 de gener de 2008    | Kitt Peak            | Spacewatch             |
| 375143 | 2008 AL118             | 10 de gener de 2008    | Mount Lemmon         | Mt. Lemmon Survey      |
| 375144 | 2008 AO134             | 3 de gener de 2008     | XuYi                 | PMO NEO Survey Program |
| 375145 | 2008 AK137             | 15 de gener de 2008    | Kitt Peak            | Spacewatch             |
| 375146 | 2008 BD11              | 11 de novembre de 2007 | Mount Lemmon         | Mt. Lemmon Survey      |
| 375147 | 2008 BR22              | 31 de gener de 2008    | Mount Lemmon         | Mt. Lemmon Survey      |
| 375148 | 2008 BQ25              | 30 de gener de 2008    | Mount Lemmon         | Mt. Lemmon Survey      |
| 375149 | 2008 BA46              | 30 de gener de 2008    | Eskridge             | G. Hug                 |
| 375150 | 2008 CD11              | 3 de febrer de 2008    | Kitt Peak            | Spacewatch             |
| 375151 | 2008 CN24              | 1 de febrer de 2008    | Kitt Peak            | Spacewatch             |
| 375152 | 2008 CZ34              | 2 de febrer de 2008    | Kitt Peak            | Spacewatch             |
| 375153 | 2008 CS39              | 2 de febrer de 2008    | Mount Lemmon         | Mt. Lemmon Survey      |
| 375154 | 2008 CO43              | 2 de febrer de 2008    | Kitt Peak            | Spacewatch             |
| 375155 | 2008 CR87              | 7 de febrer de 2008    | Mount Lemmon         | Mt. Lemmon Survey      |
| 375156 | 2008 CZ116             | 11 de febrer de 2008   | Taunus               | E. Schwab, R. Kling    |
| 375157 | 2008 CA132             | 8 de febrer de 2008    | Kitt Peak            | Spacewatch             |
| 375158 | 2008 CG138             | 1 de febrer de 2008    | Kitt Peak            | Spacewatch             |
| 375159 | 2008 CX139             | 8 de febrer de 2008    | Catalina             | CSS                    |
| 375160 | 2008 CN140             | 8 de febrer de 2008    | Kitt Peak            | Spacewatch             |
| 375161 | 2008 CS153             | 9 de febrer de 2008    | Kitt Peak            | Spacewatch             |
| 375162 | 2008 CM159             | 9 de febrer de 2008    | Kitt Peak            | Spacewatch             |
| 375163 | 2008 CM162             | 10 de febrer de 2008   | Kitt Peak            | Spacewatch             |
| 375164 | 2008 CF179             | 6 de febrer de 2008    | Catalina             | CSS                    |
| 375165 | 2008 CH179             | 6 de febrer de 2008    | Catalina             | CSS                    |
| 375166 | 2008 CZ194             | 13 de febrer de 2008   | Mount Lemmon         | Mt. Lemmon Survey      |
| 375167 | 2008 CX196             | 8 de febrer de 2008    | Kitt Peak            | Spacewatch             |
| 375168 | 2008 CO212             | 8 de febrer de 2008    | Kitt Peak            | Spacewatch             |
| 375169 | 2008 CG213             | 18 de novembre de 2007 | Mount Lemmon         | Mt. Lemmon Survey      |
| 375170 | 2008 CV214             | 12 de febrer de 2008   | Mount Lemmon         | Mt. Lemmon Survey      |
| 375171 | 2008 CG215             | 13 de febrer de 2008   | Socorro              | LINEAR                 |
| 375172 | 2008 CS215             | 13 de febrer de 2008   | Mount Lemmon         | Mt. Lemmon Survey      |
| 375173 | 2008 DV4               | 5 de desembre de 2007  | Mount Lemmon         | Mt. Lemmon Survey      |
| 375174 | 2008 DD9               | 15 de gener de 2008    | Mount Lemmon         | Mt. Lemmon Survey      |
| 375175 | 2008 DA17              | 28 d'octubre de 2006   | Mount Lemmon         | Mt. Lemmon Survey      |
| 375176 | 2008 DN21              | 28 de febrer de 2008   | Nogales              | J.-C. Merlin           |
| 375177 | 2008 DN23              | 24 de febrer de 2008   | Kitt Peak            | Spacewatch             |
| 375178 | 2008 DR27              | 1 d'abril de 2005      | Bergisch Gladbac     | W. Bickel              |
| 375179 | 2008 DS36              | 27 de febrer de 2008   | Mount Lemmon         | Mt. Lemmon Survey      |
| 375180 | 2008 DB38              | 27 de febrer de 2008   | Kitt Peak            | Spacewatch             |
| 375181 | 2008 DS53              | 29 de febrer de 2008   | Mount Lemmon         | Mt. Lemmon Survey      |
| 375182 | 2008 DU55              | 27 de febrer de 2008   | Kitt Peak            | Spacewatch             |
| 375183 | 2008 DV63              | 28 de febrer de 2008   | Mount Lemmon         | Mt. Lemmon Survey      |
| 375184 | 2008 DM73              | 27 de febrer de 2008   | Mount Lemmon         | Mt. Lemmon Survey      |
| 375185 | 2008 DO75              | 7 de febrer de 2008    | Kitt Peak            | Spacewatch             |
| 375186 | 2008 DA76              | 28 de febrer de 2008   | Mount Lemmon         | Mt. Lemmon Survey      |
| 375187 | 2008 DM82              | 28 de febrer de 2008   | Kitt Peak            | Spacewatch             |
| 375188 | 2008 DT82              | 28 de febrer de 2008   | Kitt Peak            | Spacewatch             |
| 375189 | 2008 DY84              | 28 de febrer de 2008   | Kitt Peak            | Spacewatch             |
| 375190 | 2008 DR88              | 26 de febrer de 2008   | Kitt Peak            | Spacewatch             |
| 375191 | 2008 EE1               | 3 de març de 2008      | Dauban               | F. Kugel               |
| 375192 | 2008 EF14              | 1 de març de 2008      | Kitt Peak            | Spacewatch             |
| 375193 | 2008 EW22              | 3 de març de 2008      | Catalina             | CSS                    |
| 375194 | 2008 EM29              | 4 de març de 2008      | Mount Lemmon         | Mt. Lemmon Survey      |
| 375195 | 2008 EZ31              | 6 de març de 2008      | Vail-Jarnac          | Jarnac                 |
| 375196 | 2008 EC33              | 1 de març de 2008      | Kitt Peak            | Spacewatch             |
| 375197 | 2008 EJ33              | 1 de març de 2008      | Kitt Peak            | Spacewatch             |
| 375198 | 2008 EZ38              | 4 de març de 2008      | Kitt Peak            | Spacewatch             |
| 375199 | 2008 EH40              | 4 de març de 2008      | Kitt Peak            | Spacewatch             |
| 375200 | 2008 EC70              | 15 de gener de 2008    | Mount Lemmon         | Mt. Lemmon Survey      |

## 375201-375300
| Nom    | Designació provisional | Data de descobriment   | Lloc de descobriment | Descobridor/s        |
| ------ | ---------------------- | ---------------------- | -------------------- | -------------------- |
| 375201 | 2008 EK74              | 7 de març de 2008      | Kitt Peak            | Spacewatch           |
| 375202 | 2008 EE90              | 13 de març de 2008     | Pla D'Arguines       | R. Ferrando          |
| 375203 | 2008 EB96              | 6 de març de 2008      | Mount Lemmon         | Mt. Lemmon Survey    |
| 375204 | 2008 EO98              | 3 de març de 2008      | Catalina             | CSS                  |
| 375205 | 2008 EA102             | 5 de març de 2008      | Mount Lemmon         | Mt. Lemmon Survey    |
| 375206 | 2008 EG111             | 1 de març de 2008      | Kitt Peak            | Spacewatch           |
| 375207 | 2008 EB117             | 8 de març de 2008      | Kitt Peak            | Spacewatch           |
| 375208 | 2008 ED121             | 9 de març de 2008      | Kitt Peak            | Spacewatch           |
| 375209 | 2008 EC135             | 11 de març de 2008     | Kitt Peak            | Spacewatch           |
| 375210 | 2008 EG148             | 1 de març de 2008      | Kitt Peak            | Spacewatch           |
| 375211 | 2008 EQ163             | 12 de març de 2008     | Kitt Peak            | Spacewatch           |
| 375212 | 2008 FA3               | 25 de març de 2008     | Kitt Peak            | Spacewatch           |
| 375213 | 2008 FX11              | 26 de març de 2008     | Mount Lemmon         | Mt. Lemmon Survey    |
| 375214 | 2008 FQ12              | 8 de febrer de 2008    | Kitt Peak            | Spacewatch           |
| 375215 | 2008 FJ15              | 26 de març de 2008     | Kitt Peak            | Spacewatch           |
| 375216 | 2008 FR26              | 27 de març de 2008     | Kitt Peak            | Spacewatch           |
| 375217 | 2008 FS26              | 27 de març de 2008     | Kitt Peak            | Spacewatch           |
| 375218 | 2008 FE35              | 28 de març de 2008     | Mount Lemmon         | Mt. Lemmon Survey    |
| 375219 | 2008 FX42              | 10 de febrer de 2008   | Mount Lemmon         | Mt. Lemmon Survey    |
| 375220 | 2008 FN46              | 28 de març de 2008     | Mount Lemmon         | Mt. Lemmon Survey    |
| 375221 | 2008 FD50              | 28 de març de 2008     | Mount Lemmon         | Mt. Lemmon Survey    |
| 375222 | 2008 FE51              | 22 de juliol de 1995   | Kitt Peak            | Spacewatch           |
| 375223 | 2008 FV52              | 28 de març de 2008     | Mount Lemmon         | Mt. Lemmon Survey    |
| 375224 | 2008 FG54              | 28 de març de 2008     | Mount Lemmon         | Mt. Lemmon Survey    |
| 375225 | 2008 FN57              | 28 de març de 2008     | Mount Lemmon         | Mt. Lemmon Survey    |
| 375226 | 2008 FU65              | 28 de març de 2008     | Mount Lemmon         | Mt. Lemmon Survey    |
| 375227 | 2008 FP68              | 28 de març de 2008     | Mount Lemmon         | Mt. Lemmon Survey    |
| 375228 | 2008 FK77              | 27 de març de 2008     | Mount Lemmon         | Mt. Lemmon Survey    |
| 375229 | 2008 FE83              | 28 de març de 2008     | Kitt Peak            | Spacewatch           |
| 375230 | 2008 FJ87              | 28 de març de 2008     | Mount Lemmon         | Mt. Lemmon Survey    |
| 375231 | 2008 FZ93              | 29 de març de 2008     | Kitt Peak            | Spacewatch           |
| 375232 | 2008 FA99              | 30 de març de 2008     | Kitt Peak            | Spacewatch           |
| 375233 | 2008 FS101             | 30 de març de 2008     | Kitt Peak            | Spacewatch           |
| 375234 | 2008 FX103             | 30 de març de 2008     | Kitt Peak            | Spacewatch           |
| 375235 | 2008 FB112             | 31 de març de 2008     | Mount Lemmon         | Mt. Lemmon Survey    |
| 375236 | 2008 FN116             | 31 de març de 2008     | Kitt Peak            | Spacewatch           |
| 375237 | 2008 FA136             | 25 de febrer de 1995   | Kitt Peak            | Spacewatch           |
| 375238 | 2008 GW1               | 11 de març de 2008     | Kitt Peak            | Spacewatch           |
| 375239 | 2008 GX8               | 29 de febrer de 2008   | Kitt Peak            | Spacewatch           |
| 375240 | 2008 GL9               | 1 d'abril de 2008      | Kitt Peak            | Spacewatch           |
| 375241 | 2008 GM11              | 1 d'abril de 2008      | Kitt Peak            | Spacewatch           |
| 375242 | 2008 GP28              | 3 d'abril de 2008      | Kitt Peak            | Spacewatch           |
| 375243 | 2008 GF32              | 3 d'abril de 2008      | Kitt Peak            | Spacewatch           |
| 375244 | 2008 GV36              | 3 d'abril de 2008      | Kitt Peak            | Spacewatch           |
| 375245 | 2008 GX44              | 4 d'abril de 2008      | Kitt Peak            | Spacewatch           |
| 375246 | 2008 GH51              | 5 d'abril de 2008      | Mount Lemmon         | Mt. Lemmon Survey    |
| 375247 | 2008 GG54              | 5 d'abril de 2008      | Kitt Peak            | Spacewatch           |
| 375248 | 2008 GJ67              | 6 d'abril de 2008      | Kitt Peak            | Spacewatch           |
| 375249 | 2008 GO67              | 6 d'abril de 2008      | Kitt Peak            | Spacewatch           |
| 375250 | 2008 GQ69              | 6 d'abril de 2008      | Mount Lemmon         | Mt. Lemmon Survey    |
| 375251 | 2008 GE82              | 8 d'abril de 2008      | Kitt Peak            | Spacewatch           |
| 375252 | 2008 GH89              | 6 d'abril de 2008      | Kitt Peak            | Spacewatch           |
| 375253 | 2008 GO91              | 13 de març de 2007     | Mount Lemmon         | Mt. Lemmon Survey    |
| 375254 | 2008 GQ91              | 6 d'abril de 2008      | Mount Lemmon         | Mt. Lemmon Survey    |
| 375255 | 2008 GU91              | 6 d'abril de 2008      | Mount Lemmon         | Mt. Lemmon Survey    |
| 375256 | 2008 GL94              | 7 d'abril de 2008      | Kitt Peak            | Spacewatch           |
| 375257 | 2008 GW100             | 9 d'abril de 2008      | Kitt Peak            | Spacewatch           |
| 375258 | 2008 GS105             | 16 de desembre de 2006 | Kitt Peak            | Spacewatch           |
| 375259 | 2008 GL115             | 11 d'abril de 2008     | Kitt Peak            | Spacewatch           |
| 375260 | 2008 GC116             | 11 d'abril de 2008     | Kitt Peak            | Spacewatch           |
| 375261 | 2008 GN117             | 30 de març de 2008     | Kitt Peak            | Spacewatch           |
| 375262 | 2008 GT130             | 6 d'abril de 2008      | Kitt Peak            | Spacewatch           |
| 375263 | 2008 GC131             | 7 d'abril de 2008      | Kitt Peak            | Spacewatch           |
| 375264 | 2008 GR139             | 27 de setembre de 2006 | Mount Lemmon         | Mt. Lemmon Survey    |
| 375265 | 2008 GJ141             | 3 d'abril de 2008      | Mount Lemmon         | Mt. Lemmon Survey    |
| 375266 | 2008 GV141             | 15 d'abril de 2008     | Mount Lemmon         | Mt. Lemmon Survey    |
| 375267 | 2008 GJ143             | 6 d'abril de 2008      | Catalina             | CSS                  |
| 375268 | 2008 HA7               | 24 d'abril de 2008     | Mount Lemmon         | Mt. Lemmon Survey    |
| 375269 | 2008 HY11              | 24 d'abril de 2008     | Kitt Peak            | Spacewatch           |
| 375270 | 2008 HL16              | 25 d'abril de 2008     | Kitt Peak            | Spacewatch           |
| 375271 | 2008 HC22              | 26 d'abril de 2008     | Kitt Peak            | Spacewatch           |
| 375272 | 2008 HE38              | 30 d'abril de 2008     | Socorro              | LINEAR               |
| 375273 | 2008 HA42              | 5 de març de 2008      | Mount Lemmon         | Mt. Lemmon Survey    |
| 375274 | 2008 HD47              | 28 d'abril de 2008     | Mount Lemmon         | Mt. Lemmon Survey    |
| 375275 | 2008 HP51              | 29 d'abril de 2008     | Kitt Peak            | Spacewatch           |
| 375276 | 2008 HJ54              | 29 d'abril de 2008     | Kitt Peak            | Spacewatch           |
| 375277 | 2008 HF58              | 30 d'abril de 2008     | Mount Lemmon         | Mt. Lemmon Survey    |
| 375278 | 2008 HM61              | 14 d'abril de 2008     | Kitt Peak            | Spacewatch           |
| 375279 | 2008 HT67              | 30 d'abril de 2008     | Mount Lemmon         | Mt. Lemmon Survey    |
| 375280 | 2008 HA68              | 16 d'abril de 2008     | Mount Lemmon         | Mt. Lemmon Survey    |
| 375281 | 2008 JT36              | 5 de maig de 2008      | Mount Lemmon         | Mt. Lemmon Survey    |
| 375282 | 2008 KH2               | 27 de maig de 2008     | Kitt Peak            | Spacewatch           |
| 375283 | 2008 KZ12              | 27 de maig de 2008     | Kitt Peak            | Spacewatch           |
| 375284 | 2008 KJ20              | 28 de maig de 2008     | Kitt Peak            | Spacewatch           |
| 375285 | 2008 KT27              | 30 de maig de 2008     | Kitt Peak            | Spacewatch           |
| 375286 | 2008 KG37              | 29 de maig de 2008     | Kitt Peak            | Spacewatch           |
| 375287 | 2008 KM40              | 7 de maig de 2008      | Mount Lemmon         | Mt. Lemmon Survey    |
| 375288 | 2008 LE1               | 1 de juny de 2008      | Mount Lemmon         | Mt. Lemmon Survey    |
| 375289 | 2008 LL5               | 24 de maig de 2004     | Socorro              | LINEAR               |
| 375290 | 2008 LB13              | 3 de maig de 2008      | Mount Lemmon         | Mt. Lemmon Survey    |
| 375291 | 2008 LR13              | 7 de juny de 2008      | Kitt Peak            | Spacewatch           |
| 375292 | 2008 LH16              | 10 de juny de 2008     | Kitt Peak            | Spacewatch           |
| 375293 | 2008 OL1               | 26 de juliol de 2008   | La Sagra             | OAM                  |
| 375294 | 2008 OU3               | 25 de juliol de 2008   | Siding Spring        | Siding Spring Survey |
| 375295 | 2008 OP9               | 29 de juliol de 2008   | La Sagra             | OAM                  |
| 375296 | 2008 PH7               | 5 d'agost de 2008      | La Sagra             | OAM                  |
| 375297 | 2008 PQ7               | 5 d'agost de 2008      | La Sagra             | OAM                  |
| 375298 | 2008 PP10              | 7 d'agost de 2008      | La Sagra             | OAM                  |
| 375299 | 2008 PZ10              | 10 d'octubre de 2004   | Socorro              | LINEAR               |
| 375300 | 2008 PN16              | 28 de juliol de 2008   | Crni Vrh             | Crni Vrh             |

## 375301-375400
| Nom    | Designació provisional | Data de descobriment   | Lloc de descobriment | Descobridor/s        |
| ------ | ---------------------- | ---------------------- | -------------------- | -------------------- |
| 375301 | 2008 PS16              | 11 d'agost de 2008     | Crni Vrh             | Crni Vrh             |
| 375302 | 2008 PJ21              | 6 d'agost de 2008      | Siding Spring        | Siding Spring Survey |
| 375303 | 2008 QU12              | 26 d'agost de 2008     | La Sagra             | OAM                  |
| 375304 | 2008 QM21              | 29 de juliol de 2008   | Mount Lemmon         | Mt. Lemmon Survey    |
| 375305 | 2008 QR21              | 26 d'agost de 2008     | Socorro              | LINEAR               |
| 375306 | 2008 QT33              | 27 d'agost de 2008     | La Sagra             | OAM                  |
| 375307 | 2008 QT39              | 24 d'agost de 2008     | Kitt Peak            | Spacewatch           |
| 375308 | 2008 RV10              | 3 de setembre de 2008  | Kitt Peak            | Spacewatch           |
| 375309 | 2008 RJ17              | 4 de setembre de 2008  | Kitt Peak            | Spacewatch           |
| 375310 | 2008 RR18              | 4 de setembre de 2008  | Kitt Peak            | Spacewatch           |
| 375311 | 2008 RM26              | 8 de setembre de 2008  | Altschwendt          | W. Ries              |
| 375312 | 2008 RY34              | 2 de setembre de 2008  | Kitt Peak            | Spacewatch           |
| 375313 | 2008 RD39              | 2 de setembre de 2008  | Kitt Peak            | Spacewatch           |
| 375314 | 2008 RG41              | 2 de setembre de 2008  | Kitt Peak            | Spacewatch           |
| 375315 | 2008 RG48              | 3 de setembre de 2008  | La Sagra             | OAM                  |
| 375316 | 2008 RK62              | 4 de setembre de 2008  | Kitt Peak            | Spacewatch           |
| 375317 | 2008 RC69              | 4 de setembre de 2008  | Kitt Peak            | Spacewatch           |
| 375318 | 2008 RO79              | 2 de setembre de 2008  | La Sagra             | OAM                  |
| 375319 | 2008 RK82              | 4 de setembre de 2008  | Kitt Peak            | Spacewatch           |
| 375320 | 2008 RW83              | 29 de juliol de 2008   | Mount Lemmon         | Mt. Lemmon Survey    |
| 375321 | 2008 RV87              | 5 de setembre de 2008  | Kitt Peak            | Spacewatch           |
| 375322 | 2008 RJ98              | 2 de setembre de 2008  | Moletai              | Moletai              |
| 375323 | 2008 RQ101             | 2 de setembre de 2008  | Kitt Peak            | Spacewatch           |
| 375324 | 2008 RA102             | 25 de febrer de 2006   | Kitt Peak            | Spacewatch           |
| 375325 | 2008 RZ102             | 4 de setembre de 2008  | Kitt Peak            | Spacewatch           |
| 375326 | 2008 RY107             | 9 de setembre de 2008  | Mount Lemmon         | Mt. Lemmon Survey    |
| 375327 | 2008 RM117             | 9 de setembre de 2008  | Mount Lemmon         | Mt. Lemmon Survey    |
| 375328 | 2008 RN117             | 9 de setembre de 2008  | Mount Lemmon         | Mt. Lemmon Survey    |
| 375329 | 2008 RJ130             | 9 de setembre de 2008  | Mount Lemmon         | Mt. Lemmon Survey    |
| 375330 | 2008 RZ131             | 6 de setembre de 2008  | Catalina             | CSS                  |
| 375331 | 2008 RR136             | 4 de setembre de 2008  | Kitt Peak            | Spacewatch           |
| 375332 | 2008 RD142             | 5 de setembre de 2008  | Socorro              | LINEAR               |
| 375333 | 2008 RJ143             | 3 de setembre de 2008  | Kitt Peak            | Spacewatch           |
| 375334 | 2008 RF145             | 6 de setembre de 2008  | Kitt Peak            | Spacewatch           |
| 375335 | 2008 SN                | 18 de setembre de 2008 | Sandlot              | G. Hug               |
| 375336 | 2008 SV                | 21 de setembre de 2008 | Hibiscus             | N. Teamo             |
| 375337 | 2008 SM3               | 22 de setembre de 2008 | Socorro              | LINEAR               |
| 375338 | 2008 SN8               | 22 de setembre de 2008 | Socorro              | LINEAR               |
| 375339 | 2008 SN20              | 2 de setembre de 2008  | Kitt Peak            | Spacewatch           |
| 375340 | 2008 SZ20              | 9 de setembre de 2008  | Mount Lemmon         | Mt. Lemmon Survey    |
| 375341 | 2008 SL21              | 19 de setembre de 2008 | Kitt Peak            | Spacewatch           |
| 375342 | 2008 SU27              | 19 de setembre de 2008 | Kitt Peak            | Spacewatch           |
| 375343 | 2008 SJ30              | 7 de setembre de 2008  | Catalina             | CSS                  |
| 375344 | 2008 SV31              | 20 de setembre de 2008 | Kitt Peak            | Spacewatch           |
| 375345 | 2008 SZ49              | 20 de setembre de 2008 | Mount Lemmon         | Mt. Lemmon Survey    |
| 375346 | 2008 SA50              | 20 de setembre de 2008 | Mount Lemmon         | Mt. Lemmon Survey    |
| 375347 | 2008 SU50              | 20 de setembre de 2008 | Mount Lemmon         | Mt. Lemmon Survey    |
| 375348 | 2008 SX51              | 20 de setembre de 2008 | Mount Lemmon         | Mt. Lemmon Survey    |
| 375349 | 2008 SE52              | 20 de setembre de 2008 | Mount Lemmon         | Mt. Lemmon Survey    |
| 375350 | 2008 SE58              | 20 de setembre de 2008 | Kitt Peak            | Spacewatch           |
| 375351 | 2008 SL58              | 20 de setembre de 2008 | Kitt Peak            | Spacewatch           |
| 375352 | 2008 SS58              | 20 de setembre de 2008 | Kitt Peak            | Spacewatch           |
| 375353 | 2008 SP60              | 20 de setembre de 2008 | Catalina             | CSS                  |
| 375354 | 2008 SX76              | 23 de setembre de 2008 | Mount Lemmon         | Mt. Lemmon Survey    |
| 375355 | 2008 SR80              | 23 de setembre de 2008 | Mount Lemmon         | Mt. Lemmon Survey    |
| 375356 | 2008 SL88              | 20 de setembre de 2008 | Mount Lemmon         | Mt. Lemmon Survey    |
| 375357 | 2008 SB95              | 21 de setembre de 2008 | Kitt Peak            | Spacewatch           |
| 375358 | 2008 SU101             | 21 de setembre de 2008 | Mount Lemmon         | Mt. Lemmon Survey    |
| 375359 | 2008 SX102             | 21 de setembre de 2008 | Kitt Peak            | Spacewatch           |
| 375360 | 2008 SA106             | 21 de setembre de 2008 | Kitt Peak            | Spacewatch           |
| 375361 | 2008 SN116             | 22 de setembre de 2008 | Kitt Peak            | Spacewatch           |
| 375362 | 2008 SW119             | 22 de setembre de 2008 | Mount Lemmon         | Mt. Lemmon Survey    |
| 375363 | 2008 SG120             | 22 de setembre de 2008 | Mount Lemmon         | Mt. Lemmon Survey    |
| 375364 | 2008 SR121             | 22 de setembre de 2008 | Mount Lemmon         | Mt. Lemmon Survey    |
| 375365 | 2008 SB124             | 22 de setembre de 2008 | Mount Lemmon         | Mt. Lemmon Survey    |
| 375366 | 2008 SU124             | 22 de setembre de 2008 | Mount Lemmon         | Mt. Lemmon Survey    |
| 375367 | 2008 SY128             | 22 de setembre de 2008 | Kitt Peak            | Spacewatch           |
| 375368 | 2008 SZ128             | 22 de setembre de 2008 | Kitt Peak            | Spacewatch           |
| 375369 | 2008 SS130             | 22 de setembre de 2008 | Kitt Peak            | Spacewatch           |
| 375370 | 2008 SS132             | 22 de setembre de 2008 | Kitt Peak            | Spacewatch           |
| 375371 | 2008 SD133             | 22 de setembre de 2008 | Kitt Peak            | Spacewatch           |
| 375372 | 2008 SF136             | 23 de setembre de 2008 | Kitt Peak            | Spacewatch           |
| 375373 | 2008 SN140             | 24 de setembre de 2008 | Mount Lemmon         | Mt. Lemmon Survey    |
| 375374 | 2008 SS146             | 23 de setembre de 2008 | Kitt Peak            | Spacewatch           |
| 375375 | 2008 SR147             | 25 de setembre de 2008 | Goodricke-Pigott     | R. A. Tucker         |
| 375376 | 2008 SF149             | 23 de setembre de 2008 | Kitt Peak            | Spacewatch           |
| 375377 | 2008 SR149             | 28 de setembre de 2008 | Dauban               | F. Kugel             |
| 375378 | 2008 SX153             | 23 d'agost de 2008     | Kitt Peak            | Spacewatch           |
| 375379 | 2008 SP163             | 3 de setembre de 2008  | Kitt Peak            | Spacewatch           |
| 375380 | 2008 SJ168             | 30 de setembre de 2008 | Socorro              | LINEAR               |
| 375381 | 2008 SN180             | 24 de setembre de 2008 | Kitt Peak            | Spacewatch           |
| 375382 | 2008 SU183             | 24 de setembre de 2008 | Kitt Peak            | Spacewatch           |
| 375383 | 2008 SY197             | 25 de setembre de 2008 | Kitt Peak            | Spacewatch           |
| 375384 | 2008 SE198             | 25 de setembre de 2008 | Kitt Peak            | Spacewatch           |
| 375385 | 2008 SO198             | 25 de setembre de 2008 | Kitt Peak            | Spacewatch           |
| 375386 | 2008 SJ200             | 26 de setembre de 2008 | Kitt Peak            | Spacewatch           |
| 375387 | 2008 SW201             | 26 de setembre de 2008 | Kitt Peak            | Spacewatch           |
| 375388 | 2008 SB204             | 26 de setembre de 2008 | Kitt Peak            | Spacewatch           |
| 375389 | 2008 SP219             | 30 de setembre de 2008 | La Sagra             | OAM                  |
| 375390 | 2008 SU220             | 25 de setembre de 2008 | Kitt Peak            | Spacewatch           |
| 375391 | 2008 SK224             | 26 de setembre de 2008 | Kitt Peak            | Spacewatch           |
| 375392 | 2008 SP224             | 26 de setembre de 2008 | Kitt Peak            | Spacewatch           |
| 375393 | 2008 SX236             | 21 d'octubre de 2003   | Kitt Peak            | Spacewatch           |
| 375394 | 2008 SJ238             | 29 de setembre de 2008 | Kitt Peak            | Spacewatch           |
| 375395 | 2008 SC240             | 21 de setembre de 2008 | Kitt Peak            | Spacewatch           |
| 375396 | 2008 SN242             | 29 de setembre de 2008 | Kitt Peak            | Spacewatch           |
| 375397 | 2008 SO242             | 29 de setembre de 2008 | Kitt Peak            | Spacewatch           |
| 375398 | 2008 ST249             | 23 de setembre de 2008 | Kitt Peak            | Spacewatch           |
| 375399 | 2008 SS250             | 24 de setembre de 2008 | Catalina             | CSS                  |
| 375400 | 2008 SU250             | 24 de setembre de 2008 | Kitt Peak            | Spacewatch           |

## 375401-375500
| Nom    | Designació provisional | Data de descobriment   | Lloc de descobriment | Descobridor/s     |
| ------ | ---------------------- | ---------------------- | -------------------- | ----------------- |
| 375401 | 2008 SX252             | 21 de setembre de 2008 | Kitt Peak            | Spacewatch        |
| 375402 | 2008 SQ254             | 22 de setembre de 2008 | Catalina             | CSS               |
| 375403 | 2008 SM255             | 24 de setembre de 2008 | Kitt Peak            | Spacewatch        |
| 375404 | 2008 SO258             | 22 de setembre de 2008 | Mount Lemmon         | Mt. Lemmon Survey |
| 375405 | 2008 ST262             | 24 de setembre de 2008 | Kitt Peak            | Spacewatch        |
| 375406 | 2008 SO265             | 28 de setembre de 2008 | Mount Lemmon         | Mt. Lemmon Survey |
| 375407 | 2008 SW265             | 29 de setembre de 2008 | Kitt Peak            | Spacewatch        |
| 375408 | 2008 SL268             | 26 de setembre de 2008 | Kitt Peak            | Spacewatch        |
| 375409 | 2008 SK269             | 21 de setembre de 2008 | Catalina             | CSS               |
| 375410 | 2008 SA274             | 24 de setembre de 2008 | Mount Lemmon         | Mt. Lemmon Survey |
| 375411 | 2008 SP282             | 22 de setembre de 2008 | Kitt Peak            | Spacewatch        |
| 375412 | 2008 SM283             | 22 de setembre de 2008 | Mount Lemmon         | Mt. Lemmon Survey |
| 375413 | 2008 ST283             | 23 de setembre de 2008 | Kitt Peak            | Spacewatch        |
| 375414 | 2008 SR285             | 21 de setembre de 2008 | Kitt Peak            | Spacewatch        |
| 375415 | 2008 SZ286             | 23 de setembre de 2008 | Catalina             | CSS               |
| 375416 | 2008 SF293             | 29 de setembre de 2008 | Catalina             | CSS               |
| 375417 | 2008 SJ297             | 29 de setembre de 2008 | Catalina             | CSS               |
| 375418 | 2008 SJ298             | 21 de setembre de 2008 | Kitt Peak            | Spacewatch        |
| 375419 | 2008 SE302             | 23 de setembre de 2008 | Kitt Peak            | Spacewatch        |
| 375420 | 2008 SD306             | 28 de setembre de 2008 | Mount Lemmon         | Mt. Lemmon Survey |
| 375421 | 2008 SM307             | 29 de setembre de 2008 | Catalina             | CSS               |
| 375422 | 2008 SV307             | 29 de setembre de 2008 | Catalina             | CSS               |
| 375423 | 2008 SP308             | 30 de setembre de 2008 | Catalina             | CSS               |
| 375424 | 2008 SZ309             | 22 de setembre de 2008 | Mount Lemmon         | Mt. Lemmon Survey |
| 375425 | 2008 TT6               | 3 d'octubre de 2008    | La Sagra             | OAM               |
| 375426 | 2008 TF10              | 8 de març de 2005      | Mount Lemmon         | Mt. Lemmon Survey |
| 375427 | 2008 TJ12              | 1 d'octubre de 2008    | Mount Lemmon         | Mt. Lemmon Survey |
| 375428 | 2008 TM27              | 1 d'octubre de 2008    | La Sagra             | OAM               |
| 375429 | 2008 TN30              | 1 d'octubre de 2008    | Kitt Peak            | Spacewatch        |
| 375430 | 2008 TA33              | 1 d'octubre de 2008    | Kitt Peak            | Spacewatch        |
| 375431 | 2008 TK38              | 1 d'octubre de 2008    | Catalina             | CSS               |
| 375432 | 2008 TY51              | 2 d'octubre de 2008    | Kitt Peak            | Spacewatch        |
| 375433 | 2008 TZ51              | 2 d'octubre de 2008    | Kitt Peak            | Spacewatch        |
| 375434 | 2008 TZ52              | 2 d'octubre de 2008    | Kitt Peak            | Spacewatch        |
| 375435 | 2008 TK56              | 2 d'octubre de 2008    | Kitt Peak            | Spacewatch        |
| 375436 | 2008 TW58              | 2 d'octubre de 2008    | Kitt Peak            | Spacewatch        |
| 375437 | 2008 TQ70              | 2 d'octubre de 2008    | Kitt Peak            | Spacewatch        |
| 375438 | 2008 TO74              | 2 d'octubre de 2008    | Kitt Peak            | Spacewatch        |
| 375439 | 2008 TK77              | 2 de setembre de 2008  | Kitt Peak            | Spacewatch        |
| 375440 | 2008 TL77              | 2 d'octubre de 2008    | Mount Lemmon         | Mt. Lemmon Survey |
| 375441 | 2008 TG78              | 2 d'octubre de 2008    | Mount Lemmon         | Mt. Lemmon Survey |
| 375442 | 2008 TT79              | 6 de setembre de 2008  | Mount Lemmon         | Mt. Lemmon Survey |
| 375443 | 2008 TM84              | 3 d'octubre de 2008    | Kitt Peak            | Spacewatch        |
| 375444 | 2008 TN86              | 3 d'octubre de 2008    | Mount Lemmon         | Mt. Lemmon Survey |
| 375445 | 2008 TQ87              | 25 de setembre de 2008 | Kitt Peak            | Spacewatch        |
| 375446 | 2008 TZ87              | 3 d'octubre de 2008    | Kitt Peak            | Spacewatch        |
| 375447 | 2008 TA90              | 25 de setembre de 2008 | Kitt Peak            | Spacewatch        |
| 375448 | 2008 TS90              | 3 d'octubre de 2008    | Kitt Peak            | Spacewatch        |
| 375449 | 2008 TL92              | 4 d'octubre de 2008    | La Sagra             | OAM               |
| 375450 | 2008 TA94              | 5 d'octubre de 2008    | La Sagra             | OAM               |
| 375451 | 2008 TV95              | 6 d'octubre de 2008    | Kitt Peak            | Spacewatch        |
| 375452 | 2008 TO96              | 6 d'octubre de 2008    | Kitt Peak            | Spacewatch        |
| 375453 | 2008 TO100             | 6 d'octubre de 2008    | Kitt Peak            | Spacewatch        |
| 375454 | 2008 TY102             | 6 d'octubre de 2008    | Kitt Peak            | Spacewatch        |
| 375455 | 2008 TC106             | 6 d'octubre de 2008    | Mount Lemmon         | Mt. Lemmon Survey |
| 375456 | 2008 TZ108             | 6 d'octubre de 2008    | Mount Lemmon         | Mt. Lemmon Survey |
| 375457 | 2008 TC122             | 7 d'octubre de 2008    | Catalina             | CSS               |
| 375458 | 2008 TT124             | 8 d'octubre de 2008    | Mount Lemmon         | Mt. Lemmon Survey |
| 375459 | 2008 TA125             | 8 d'octubre de 2008    | Mount Lemmon         | Mt. Lemmon Survey |
| 375460 | 2008 TS128             | 8 d'octubre de 2008    | Catalina             | CSS               |
| 375461 | 2008 TG148             | 9 d'octubre de 2008    | Mount Lemmon         | Mt. Lemmon Survey |
| 375462 | 2008 TQ151             | 9 d'octubre de 2008    | Mount Lemmon         | Mt. Lemmon Survey |
| 375463 | 2008 TD153             | 9 d'octubre de 2008    | Mount Lemmon         | Mt. Lemmon Survey |
| 375464 | 2008 TF164             | 1 d'octubre de 2008    | Mount Lemmon         | Mt. Lemmon Survey |
| 375465 | 2008 TN165             | 2 d'octubre de 2008    | Mount Lemmon         | Mt. Lemmon Survey |
| 375466 | 2008 TA166             | 6 d'octubre de 2008    | Catalina             | CSS               |
| 375467 | 2008 TM169             | 7 d'octubre de 2008    | Kitt Peak            | Spacewatch        |
| 375468 | 2008 TZ171             | 8 d'octubre de 2008    | Kitt Peak            | Spacewatch        |
| 375469 | 2008 TZ177             | 1 d'octubre de 2008    | Catalina             | CSS               |
| 375470 | 2008 TZ183             | 3 d'octubre de 2008    | Socorro              | LINEAR            |
| 375471 | 2008 TD186             | 7 d'octubre de 2008    | Mount Lemmon         | Mt. Lemmon Survey |
| 375472 | 2008 TB188             | 9 d'octubre de 2008    | Kitt Peak            | Spacewatch        |
| 375473 | 2008 UH1               | 21 d'octubre de 2008   | Great Shefford       | P. Birtwhistle    |
| 375474 | 2008 US7               | 17 d'octubre de 2008   | Kitt Peak            | Spacewatch        |
| 375475 | 2008 UB12              | 17 d'octubre de 2008   | Kitt Peak            | Spacewatch        |
| 375476 | 2008 UT17              | 18 d'octubre de 2008   | Kitt Peak            | Spacewatch        |
| 375477 | 2008 UU19              | 20 de setembre de 2008 | Kitt Peak            | Spacewatch        |
| 375478 | 2008 UQ21              | 19 d'octubre de 2008   | Kitt Peak            | Spacewatch        |
| 375479 | 2008 UB25              | 20 d'octubre de 2008   | Mount Lemmon         | Mt. Lemmon Survey |
| 375480 | 2008 UE29              | 20 d'octubre de 2008   | Kitt Peak            | Spacewatch        |
| 375481 | 2008 UL30              | 20 d'octubre de 2008   | Kitt Peak            | Spacewatch        |
| 375482 | 2008 UY31              | 20 d'octubre de 2008   | Kitt Peak            | Spacewatch        |
| 375483 | 2008 UE32              | 26 de setembre de 2008 | Kitt Peak            | Spacewatch        |
| 375484 | 2008 UD33              | 20 d'octubre de 2008   | Kitt Peak            | Spacewatch        |
| 375485 | 2008 UA38              | 25 de desembre de 2003 | Kitt Peak            | Spacewatch        |
| 375486 | 2008 UW40              | 20 d'octubre de 2008   | Kitt Peak            | Spacewatch        |
| 375487 | 2008 UM42              | 20 d'octubre de 2008   | Kitt Peak            | Spacewatch        |
| 375488 | 2008 UC46              | 20 d'octubre de 2008   | Kitt Peak            | Spacewatch        |
| 375489 | 2008 UK46              | 20 d'octubre de 2008   | Kitt Peak            | Spacewatch        |
| 375490 | 2008 UR47              | 20 d'octubre de 2008   | Kitt Peak            | Spacewatch        |
| 375491 | 2008 UB52              | 20 d'octubre de 2008   | Mount Lemmon         | Mt. Lemmon Survey |
| 375492 | 2008 UV53              | 20 d'octubre de 2008   | Kitt Peak            | Spacewatch        |
| 375493 | 2008 UC58              | 21 d'octubre de 2008   | Kitt Peak            | Spacewatch        |
| 375494 | 2008 UH59              | 21 d'octubre de 2008   | Mount Lemmon         | Mt. Lemmon Survey |
| 375495 | 2008 UL60              | 21 d'octubre de 2008   | Kitt Peak            | Spacewatch        |
| 375496 | 2008 UL63              | 21 d'octubre de 2008   | Kitt Peak            | Spacewatch        |
| 375497 | 2008 UO71              | 21 d'octubre de 2008   | Mount Lemmon         | Mt. Lemmon Survey |
| 375498 | 2008 UR71              | 21 d'octubre de 2008   | Mount Lemmon         | Mt. Lemmon Survey |
| 375499 | 2008 UL74              | 21 d'octubre de 2008   | Kitt Peak            | Spacewatch        |
| 375500 | 2008 UW74              | 21 d'octubre de 2008   | Kitt Peak            | Spacewatch        |

## 375501-375600
| Nom    | Designació provisional | Data de descobriment   | Lloc de descobriment | Descobridor/s        |
| ------ | ---------------------- | ---------------------- | -------------------- | -------------------- |
| 375501 | 2008 UP76              | 21 d'octubre de 2008   | Kitt Peak            | Spacewatch           |
| 375502 | 2008 UJ77              | 21 d'octubre de 2008   | Kitt Peak            | Spacewatch           |
| 375503 | 2008 UX77              | 21 d'octubre de 2008   | Kitt Peak            | Spacewatch           |
| 375504 | 2008 UJ86              | 23 d'octubre de 2008   | Kitt Peak            | Spacewatch           |
| 375505 | 2008 UN90              | 27 d'octubre de 2008   | Catalina             | CSS                  |
| 375506 | 2008 UC99              | 29 d'octubre de 2008   | Socorro              | LINEAR               |
| 375507 | 2008 UH101             | 20 d'octubre de 2008   | Kitt Peak            | Spacewatch           |
| 375508 | 2008 UL105             | 20 d'octubre de 2008   | Mount Lemmon         | Mt. Lemmon Survey    |
| 375509 | 2008 UZ110             | 22 d'octubre de 2008   | Kitt Peak            | Spacewatch           |
| 375510 | 2008 UF111             | 22 d'octubre de 2008   | Kitt Peak            | Spacewatch           |
| 375511 | 2008 UO111             | 22 d'octubre de 2008   | Kitt Peak            | Spacewatch           |
| 375512 | 2008 UJ112             | 22 d'octubre de 2008   | Kitt Peak            | Spacewatch           |
| 375513 | 2008 UX112             | 9 d'octubre de 2008    | Kitt Peak            | Spacewatch           |
| 375514 | 2008 UA117             | 22 d'octubre de 2008   | Kitt Peak            | Spacewatch           |
| 375515 | 2008 UE122             | 22 d'octubre de 2008   | Kitt Peak            | Spacewatch           |
| 375516 | 2008 UG125             | 22 d'octubre de 2008   | Kitt Peak            | Spacewatch           |
| 375517 | 2008 UX125             | 22 d'octubre de 2008   | Kitt Peak            | Spacewatch           |
| 375518 | 2008 US129             | 10 d'octubre de 2008   | Mount Lemmon         | Mt. Lemmon Survey    |
| 375519 | 2008 UT133             | 23 d'octubre de 2008   | Kitt Peak            | Spacewatch           |
| 375520 | 2008 UC140             | 23 d'octubre de 2008   | Kitt Peak            | Spacewatch           |
| 375521 | 2008 UQ140             | 23 d'octubre de 2008   | Kitt Peak            | Spacewatch           |
| 375522 | 2008 US142             | 23 d'octubre de 2008   | Kitt Peak            | Spacewatch           |
| 375523 | 2008 UU145             | 23 d'octubre de 2008   | Kitt Peak            | Spacewatch           |
| 375524 | 2008 UJ150             | 23 d'octubre de 2008   | Mount Lemmon         | Mt. Lemmon Survey    |
| 375525 | 2008 UV153             | 23 d'octubre de 2008   | Mount Lemmon         | Mt. Lemmon Survey    |
| 375526 | 2008 UD159             | 23 d'octubre de 2008   | Kitt Peak            | Spacewatch           |
| 375527 | 2008 UR159             | 23 d'octubre de 2008   | Kitt Peak            | Spacewatch           |
| 375528 | 2008 UU168             | 24 d'octubre de 2008   | Kitt Peak            | Spacewatch           |
| 375529 | 2008 US169             | 24 d'octubre de 2008   | Kitt Peak            | Spacewatch           |
| 375530 | 2008 UV175             | 24 d'octubre de 2008   | Mount Lemmon         | Mt. Lemmon Survey    |
| 375531 | 2008 UV182             | 24 d'octubre de 2008   | Mount Lemmon         | Mt. Lemmon Survey    |
| 375532 | 2008 UJ184             | 24 d'octubre de 2008   | Kitt Peak            | Spacewatch           |
| 375533 | 2008 UZ184             | 24 d'octubre de 2008   | Kitt Peak            | Spacewatch           |
| 375534 | 2008 UY185             | 24 d'octubre de 2008   | Kitt Peak            | Spacewatch           |
| 375535 | 2008 UX186             | 24 d'octubre de 2008   | Kitt Peak            | Spacewatch           |
| 375536 | 2008 UN188             | 24 d'octubre de 2008   | Kitt Peak            | Spacewatch           |
| 375537 | 2008 UJ193             | 25 d'octubre de 2008   | Mount Lemmon         | Mt. Lemmon Survey    |
| 375538 | 2008 UB201             | 28 d'octubre de 2008   | Socorro              | LINEAR               |
| 375539 | 2008 UK201             | 28 d'octubre de 2008   | Socorro              | LINEAR               |
| 375540 | 2008 US206             | 22 d'octubre de 2008   | Siding Spring        | Siding Spring Survey |
| 375541 | 2008 UC214             | 24 d'octubre de 2008   | Catalina             | CSS                  |
| 375542 | 2008 UG214             | 24 d'octubre de 2008   | Catalina             | CSS                  |
| 375543 | 2008 UL216             | 24 d'octubre de 2008   | Kitt Peak            | Spacewatch           |
| 375544 | 2008 UX219             | 25 d'octubre de 2008   | Kitt Peak            | Spacewatch           |
| 375545 | 2008 UN232             | 26 d'octubre de 2008   | Kitt Peak            | Spacewatch           |
| 375546 | 2008 UL251             | 27 d'octubre de 2008   | Kitt Peak            | Spacewatch           |
| 375547 | 2008 UO251             | 27 d'octubre de 2008   | Kitt Peak            | Spacewatch           |
| 375548 | 2008 UQ257             | 27 d'octubre de 2008   | Kitt Peak            | Spacewatch           |
| 375549 | 2008 US268             | 28 d'octubre de 2008   | Kitt Peak            | Spacewatch           |
| 375550 | 2008 UA270             | 20 d'octubre de 2008   | Kitt Peak            | Spacewatch           |
| 375551 | 2008 UG271             | 28 d'octubre de 2008   | Kitt Peak            | Spacewatch           |
| 375552 | 2008 UQ283             | 28 d'octubre de 2008   | Mount Lemmon         | Mt. Lemmon Survey    |
| 375553 | 2008 UL293             | 29 d'octubre de 2008   | Kitt Peak            | Spacewatch           |
| 375554 | 2008 UC297             | 30 de setembre de 2003 | Kitt Peak            | Spacewatch           |
| 375555 | 2008 UW303             | 8 d'octubre de 2008    | Mount Lemmon         | Mt. Lemmon Survey    |
| 375556 | 2008 UQ309             | 30 d'octubre de 2008   | Catalina             | CSS                  |
| 375557 | 2008 UD311             | 4 de setembre de 2008  | Socorro              | LINEAR               |
| 375558 | 2008 UV312             | 30 d'octubre de 2008   | Kitt Peak            | Spacewatch           |
| 375559 | 2008 UB313             | 30 d'octubre de 2008   | Kitt Peak            | Spacewatch           |
| 375560 | 2008 UD313             | 17 d'octubre de 2003   | Kitt Peak            | Spacewatch           |
| 375561 | 2008 UE316             | 30 d'octubre de 2008   | Kitt Peak            | Spacewatch           |
| 375562 | 2008 UV321             | 23 de setembre de 2008 | Kitt Peak            | Spacewatch           |
| 375563 | 2008 UM322             | 31 d'octubre de 2008   | Mount Lemmon         | Mt. Lemmon Survey    |
| 375564 | 2008 UL323             | 31 d'octubre de 2008   | Catalina             | CSS                  |
| 375565 | 2008 UO327             | 30 d'octubre de 2008   | Catalina             | CSS                  |
| 375566 | 2008 UZ329             | 31 d'octubre de 2008   | Kitt Peak            | Spacewatch           |
| 375567 | 2008 US331             | 31 d'octubre de 2008   | Mount Lemmon         | Mt. Lemmon Survey    |
| 375568 | 2008 UA335             | 20 d'octubre de 2008   | Kitt Peak            | Spacewatch           |
| 375569 | 2008 UR336             | 3 d'octubre de 2008    | Mount Lemmon         | Mt. Lemmon Survey    |
| 375570 | 2008 UB337             | 20 d'octubre de 2008   | Kitt Peak            | Spacewatch           |
| 375571 | 2008 UU337             | 20 d'octubre de 2008   | Kitt Peak            | Spacewatch           |
| 375572 | 2008 UB343             | 20 d'octubre de 2008   | Kitt Peak            | Spacewatch           |
| 375573 | 2008 UG344             | 30 d'octubre de 2008   | Catalina             | CSS                  |
| 375574 | 2008 UL348             | 24 d'octubre de 2008   | Kitt Peak            | Spacewatch           |
| 375575 | 2008 UD349             | 27 d'octubre de 2008   | Mount Lemmon         | Mt. Lemmon Survey    |
| 375576 | 2008 UT349             | 28 d'octubre de 2008   | Mount Lemmon         | Mt. Lemmon Survey    |
| 375577 | 2008 UP353             | 23 d'octubre de 2008   | Kitt Peak            | Spacewatch           |
| 375578 | 2008 UV355             | 27 d'octubre de 2008   | Mount Lemmon         | Mt. Lemmon Survey    |
| 375579 | 2008 UL358             | 26 d'octubre de 2008   | Mount Lemmon         | Mt. Lemmon Survey    |
| 375580 | 2008 UA361             | 25 d'octubre de 2008   | Catalina             | CSS                  |
| 375581 | 2008 UU369             | 30 d'octubre de 2008   | Kitt Peak            | Spacewatch           |
| 375582 | 2008 UK370             | 29 d'octubre de 2008   | Socorro              | LINEAR               |
| 375583 | 2008 VB2               | 2 de novembre de 2008  | Socorro              | LINEAR               |
| 375584 | 2008 VX2               | 21 d'octubre de 2008   | Mount Lemmon         | Mt. Lemmon Survey    |
| 375585 | 2008 VD12              | 2 de novembre de 2008  | Mount Lemmon         | Mt. Lemmon Survey    |
| 375586 | 2008 VB14              | 2 de novembre de 2008  | Mount Lemmon         | Mt. Lemmon Survey    |
| 375587 | 2008 VJ16              | 1 de novembre de 2008  | Kitt Peak            | Spacewatch           |
| 375588 | 2008 VK19              | 1 de novembre de 2008  | Catalina             | CSS                  |
| 375589 | 2008 VJ20              | 1 de novembre de 2008  | Mount Lemmon         | Mt. Lemmon Survey    |
| 375590 | 2008 VR25              | 2 de novembre de 2008  | Kitt Peak            | Spacewatch           |
| 375591 | 2008 VP29              | 2 de novembre de 2008  | Kitt Peak            | Spacewatch           |
| 375592 | 2008 VX38              | 24 de setembre de 2008 | Mount Lemmon         | Mt. Lemmon Survey    |
| 375593 | 2008 VZ39              | 2 de novembre de 2008  | Kitt Peak            | Spacewatch           |
| 375594 | 2008 VZ40              | 21 d'octubre de 2008   | Kitt Peak            | Spacewatch           |
| 375595 | 2008 VK48              | 3 de novembre de 2008  | Kitt Peak            | Spacewatch           |
| 375596 | 2008 VN58              | 7 de novembre de 2008  | Kitt Peak            | Spacewatch           |
| 375597 | 2008 VJ61              | 8 de novembre de 2008  | Mount Lemmon         | Mt. Lemmon Survey    |
| 375598 | 2008 VA74              | 7 de novembre de 2008  | Mount Lemmon         | Mt. Lemmon Survey    |
| 375599 | 2008 VY76              | 2 de novembre de 2008  | Mount Lemmon         | Mt. Lemmon Survey    |
| 375600 | 2008 VB77              | 2 de novembre de 2008  | Mount Lemmon         | Mt. Lemmon Survey    |

## 375601-375700
| Nom    | Designació provisional | Data de descobriment   | Lloc de descobriment | Descobridor/s          |
| ------ | ---------------------- | ---------------------- | -------------------- | ---------------------- |
| 375601 | 2008 VV78              | 8 de novembre de 2008  | Kitt Peak            | Spacewatch             |
| 375602 | 2008 WO5               | 17 de novembre de 2008 | Kitt Peak            | Spacewatch             |
| 375603 | 2008 WZ5               | 28 d'octubre de 2008   | Kitt Peak            | Spacewatch             |
| 375604 | 2008 WU12              | 18 de novembre de 2008 | Catalina             | CSS                    |
| 375605 | 2008 WY12              | 27 d'octubre de 2008   | Mount Lemmon         | Mt. Lemmon Survey      |
| 375606 | 2008 WE17              | 17 de novembre de 2008 | Kitt Peak            | Spacewatch             |
| 375607 | 2008 WL24              | 18 de novembre de 2008 | Kitt Peak            | Spacewatch             |
| 375608 | 2008 WB25              | 18 de novembre de 2008 | Catalina             | CSS                    |
| 375609 | 2008 WQ35              | 17 de novembre de 2008 | Kitt Peak            | Spacewatch             |
| 375610 | 2008 WQ36              | 17 de novembre de 2008 | Kitt Peak            | Spacewatch             |
| 375611 | 2008 WA40              | 17 de novembre de 2008 | Kitt Peak            | Spacewatch             |
| 375612 | 2008 WY41              | 17 de novembre de 2008 | Kitt Peak            | Spacewatch             |
| 375613 | 2008 WG45              | 17 de novembre de 2008 | Kitt Peak            | Spacewatch             |
| 375614 | 2008 WY46              | 17 de novembre de 2008 | Kitt Peak            | Spacewatch             |
| 375615 | 2008 WY47              | 17 de novembre de 2008 | Kitt Peak            | Spacewatch             |
| 375616 | 2008 WZ47              | 17 de novembre de 2008 | Kitt Peak            | Spacewatch             |
| 375617 | 2008 WX60              | 19 de novembre de 2008 | Socorro              | LINEAR                 |
| 375618 | 2008 WS75              | 20 de novembre de 2008 | Kitt Peak            | Spacewatch             |
| 375619 | 2008 WJ85              | 20 de novembre de 2008 | Kitt Peak            | Spacewatch             |
| 375620 | 2008 WF88              | 21 de novembre de 2008 | Mount Lemmon         | Mt. Lemmon Survey      |
| 375621 | 2008 WH93              | 17 de novembre de 2008 | Catalina             | CSS                    |
| 375622 | 2008 WL103             | 28 de setembre de 2008 | Mount Lemmon         | Mt. Lemmon Survey      |
| 375623 | 2008 WX105             | 2 de novembre de 2008  | Catalina             | CSS                    |
| 375624 | 2008 WZ114             | 30 de novembre de 2008 | Kitt Peak            | Spacewatch             |
| 375625 | 2008 WM116             | 12 de febrer de 2004   | Kitt Peak            | Spacewatch             |
| 375626 | 2008 WP121             | 29 de novembre de 2008 | Bergisch Gladbac     | W. Bickel              |
| 375627 | 2008 WK122             | 6 de novembre de 2008  | Mount Lemmon         | Mt. Lemmon Survey      |
| 375628 | 2008 WX136             | 21 de novembre de 2008 | Kitt Peak            | Spacewatch             |
| 375629 | 2008 XB3               | 29 de novembre de 1997 | Kitt Peak            | Spacewatch             |
| 375630 | 2008 XW13              | 20 d'octubre de 2008   | Kitt Peak            | Spacewatch             |
| 375631 | 2008 XZ14              | 1 de desembre de 2008  | Kitt Peak            | Spacewatch             |
| 375632 | 2008 XV16              | 1 de desembre de 2008  | Kitt Peak            | Spacewatch             |
| 375633 | 2008 XA18              | 1 de desembre de 2008  | Kitt Peak            | Spacewatch             |
| 375634 | 2008 XO29              | 5 de desembre de 2008  | Catalina             | CSS                    |
| 375635 | 2008 XN48              | 4 de desembre de 2008  | Mount Lemmon         | Mt. Lemmon Survey      |
| 375636 | 2008 XJ56              | 5 de desembre de 2008  | Mount Lemmon         | Mt. Lemmon Survey      |
| 375637 | 2008 YC5               | 22 de desembre de 2008 | Piszkesteto          | K. Sarneczky           |
| 375638 | 2008 YK12              | 21 de desembre de 2008 | Mount Lemmon         | Mt. Lemmon Survey      |
| 375639 | 2008 YX27              | 28 de desembre de 2008 | Taunus               | S. Karge, R. Kling     |
| 375640 | 2008 YV42              | 29 de desembre de 2008 | Kitt Peak            | Spacewatch             |
| 375641 | 2008 YL66              | 29 de desembre de 2008 | Catalina             | CSS                    |
| 375642 | 2008 YK84              | 31 de desembre de 2008 | Mount Lemmon         | Mt. Lemmon Survey      |
| 375643 | 2008 YL87              | 15 de març de 2004     | Kitt Peak            | Spacewatch             |
| 375644 | 2008 YF99              | 30 d'octubre de 2007   | Mount Lemmon         | Mt. Lemmon Survey      |
| 375645 | 2008 YR110             | 31 de desembre de 2008 | Kitt Peak            | Spacewatch             |
| 375646 | 2008 YK128             | 30 de desembre de 2008 | Purple Mountain      | PMO NEO Survey Program |
| 375647 | 2008 YY155             | 22 de desembre de 2008 | Catalina             | CSS                    |
| 375648 | 2009 AX                | 1 de gener de 2009     | Kachina              | J. Hobart              |
| 375649 | 2009 BZ                | 16 de gener de 2009    | Dauban               | F. Kugel               |
| 375650 | 2009 BV17              | 16 de gener de 2009    | Mount Lemmon         | Mt. Lemmon Survey      |
| 375651 | 2009 BC27              | 29 d'agost de 2005     | Kitt Peak            | Spacewatch             |
| 375652 | 2009 BZ31              | 16 de gener de 2009    | Kitt Peak            | Spacewatch             |
| 375653 | 2009 BJ60              | 16 de gener de 2009    | La Sagra             | OAM                    |
| 375654 | 2009 BW97              | 26 de gener de 2009    | Mount Lemmon         | Mt. Lemmon Survey      |
| 375655 | 2009 BV154             | 11 de març de 2003     | Kitt Peak            | Spacewatch             |
| 375656 | 2009 BA182             | 31 de gener de 2009    | Mount Lemmon         | Mt. Lemmon Survey      |
| 375657 | 2009 CP5               | 14 de febrer de 2009   | Catalina             | CSS                    |
| 375658 | 2009 CU27              | 1 de febrer de 2009    | Kitt Peak            | Spacewatch             |
| 375659 | 2009 CQ33              | 2 de febrer de 2009    | Kitt Peak            | Spacewatch             |
| 375660 | 2009 CB45              | 30 de gener de 2009    | Catalina             | CSS                    |
| 375661 | 2009 DT17              | 19 de febrer de 2009   | Mount Lemmon         | Mt. Lemmon Survey      |
| 375662 | 2009 DB48              | 20 de febrer de 2009   | Catalina             | CSS                    |
| 375663 | 2009 DW109             | 19 de febrer de 2009   | Catalina             | CSS                    |
| 375664 | 2009 DZ127             | 21 de febrer de 2009   | Kitt Peak            | Spacewatch             |
| 375665 | 2009 DS141             | 27 de febrer de 2009   | Mount Lemmon         | Mt. Lemmon Survey      |
| 375666 | 2009 EU3               | 15 de març de 2009     | Kitt Peak            | Spacewatch             |
| 375667 | 2009 EP20              | 1 de març de 2009      | Kitt Peak            | Spacewatch             |
| 375668 | 2009 FW1               | 17 de març de 2009     | Taunus               | E. Schwab, R. Kling    |
| 375669 | 2009 FA32              | 26 de març de 2009     | Cerro Burek          | Cerro Burek            |
| 375670 | 2009 FX50              | 28 de març de 2009     | Kitt Peak            | Spacewatch             |
| 375671 | 2009 FE54              | 29 de març de 2009     | Mount Lemmon         | Mt. Lemmon Survey      |
| 375672 | 2009 FS65              | 19 de març de 2009     | Calar Alto           | F. Hormuth             |
| 375673 | 2009 FP73              | 25 de març de 2009     | Mount Lemmon         | Mt. Lemmon Survey      |
| 375674 | 2009 HD5               | 16 de març de 2009     | Kitt Peak            | Spacewatch             |
| 375675 | 2009 HC6               | 17 d'abril de 2009     | Kitt Peak            | Spacewatch             |
| 375676 | 2009 HU13              | 17 de març de 2009     | Kitt Peak            | Spacewatch             |
| 375677 | 2009 HF20              | 17 d'abril de 2009     | Catalina             | CSS                    |
| 375678 | 2009 HH28              | 18 d'abril de 2009     | Kitt Peak            | Spacewatch             |
| 375679 | 2009 HO37              | 17 d'abril de 2009     | Catalina             | CSS                    |
| 375680 | 2009 HW40              | 20 d'abril de 2009     | Kitt Peak            | Spacewatch             |
| 375681 | 2009 HL41              | 20 d'abril de 2009     | Kitt Peak            | Spacewatch             |
| 375682 | 2009 HV94              | 29 d'abril de 2009     | Cerro Burek          | Cerro Burek            |
| 375683 | 2009 HD104             | 21 d'abril de 2009     | Kitt Peak            | Spacewatch             |
| 375684 | 2009 HV105             | 21 d'abril de 2002     | Kitt Peak            | Spacewatch             |
| 375685 | 2009 JF                | 2 de maig de 2009      | La Sagra             | OAM                    |
| 375686 | 2009 KZ14              | 26 de maig de 2009     | Catalina             | CSS                    |
| 375687 | 2009 KG21              | 29 de maig de 2009     | Kitt Peak            | Spacewatch             |
| 375688 | 2009 KN22              | 31 de maig de 2009     | Skylive              | F. Tozzi               |
| 375689 | 2009 KT23              | 3 d'octubre de 2006    | Mount Lemmon         | Mt. Lemmon Survey      |
| 375690 | 2009 KH36              | 30 de novembre de 2003 | Kitt Peak            | Spacewatch             |
| 375691 | 2009 ME1               | 22 de juny de 2009     | Calvin-Rehoboth      | Calvin College         |
| 375692 | 2009 MY8               | 28 de juny de 2009     | La Sagra             | OAM                    |
| 375693 | 2009 NG2               | 14 de juliol de 2009   | Kitt Peak            | Spacewatch             |
| 375694 | 2009 OM4               | 19 de juliol de 2009   | La Sagra             | OAM                    |
| 375695 | 2009 OY4               | 27 de juny de 2009     | Mount Lemmon         | Mt. Lemmon Survey      |
| 375696 | 2009 OB5               | 19 de juliol de 2009   | La Sagra             | OAM                    |
| 375697 | 2009 OD21              | 27 de juliol de 2009   | La Sagra             | OAM                    |
| 375698 | 2009 OE25              | 20 de juliol de 2009   | Siding Spring        | Siding Spring Survey   |
| 375699 | 2009 ON25              | 22 d'octubre de 2006   | Catalina             | CSS                    |
| 375700 | 2009 PY1               | 15 d'agost de 2009     | Altschwendt          | W. Ries                |

## 375701-375800
| Nom    | Designació provisional | Data de descobriment   | Lloc de descobriment | Descobridor/s             |
| ------ | ---------------------- | ---------------------- | -------------------- | ------------------------- |
| 375701 | 2009 PY3               | 5 de setembre de 1994  | La Silla             | E. W. Elst                |
| 375702 | 2009 PC4               | 14 d'agost de 2009     | La Sagra             | OAM                       |
| 375703 | 2009 PD5               | 15 d'agost de 2009     | La Sagra             | OAM                       |
| 375704 | 2009 PJ6               | 15 d'agost de 2009     | Kitt Peak            | Spacewatch                |
| 375705 | 2009 PU6               | 15 d'agost de 2009     | Kitt Peak            | Spacewatch                |
| 375706 | 2009 PN7               | 15 d'agost de 2009     | Catalina             | CSS                       |
| 375707 | 2009 PT10              | 1 d'agost de 2009      | Kitt Peak            | Spacewatch                |
| 375708 | 2009 PF12              | 23 de juny de 2009     | Mount Lemmon         | Mt. Lemmon Survey         |
| 375709 | 2009 PZ13              | 15 d'agost de 2009     | Kitt Peak            | Spacewatch                |
| 375710 | 2009 PD18              | 15 d'agost de 2009     | Kitt Peak            | Spacewatch                |
| 375711 | 2009 PC19              | 15 d'agost de 2009     | Kitt Peak            | Spacewatch                |
| 375712 | 2009 PK19              | 15 d'agost de 2009     | Kitt Peak            | Spacewatch                |
| 375713 | 2009 PK21              | 5 de desembre de 2002  | Socorro              | LINEAR                    |
| 375714 | 2009 QE9               | 19 d'agost de 2009     | Skylive              | F. Tozzi                  |
| 375715 | 2009 QF19              | 18 d'agost de 2009     | La Sagra             | OAM                       |
| 375716 | 2009 QJ20              | 19 d'agost de 2009     | La Sagra             | OAM                       |
| 375717 | 2009 QO20              | 19 d'agost de 2009     | La Sagra             | OAM                       |
| 375718 | 2009 QU20              | 19 d'agost de 2009     | La Sagra             | OAM                       |
| 375719 | 2009 QK21              | 19 d'agost de 2009     | La Sagra             | OAM                       |
| 375720 | 2009 QF23              | 16 d'agost de 2009     | La Sagra             | OAM                       |
| 375721 | 2009 QG32              | 10 d'agost de 2009     | Kitt Peak            | Spacewatch                |
| 375722 | 2009 QK32              | 25 d'agost de 2009     | Plana                | F. Fratev                 |
| 375723 | 2009 QM38              | 29 d'agost de 2009     | Bergisch Gladbac     | W. Bickel                 |
| 375724 | 2009 QO40              | 26 d'agost de 2009     | La Sagra             | OAM                       |
| 375725 | 2009 QD44              | 15 d'agost de 2009     | Kitt Peak            | Spacewatch                |
| 375726 | 2009 QB45              | 27 d'agost de 2009     | Catalina             | CSS                       |
| 375727 | 2009 QD47              | 28 d'agost de 2009     | La Sagra             | OAM                       |
| 375728 | 2009 QM47              | 28 d'agost de 2009     | La Sagra             | OAM                       |
| 375729 | 2009 QT56              | 16 d'agost de 2009     | La Sagra             | OAM                       |
| 375730 | 2009 QK63              | 28 d'agost de 2009     | Kitt Peak            | Spacewatch                |
| 375731 | 2009 RY7               | 12 de setembre de 2009 | Kitt Peak            | Spacewatch                |
| 375732 | 2009 RM12              | 12 de setembre de 2009 | Kitt Peak            | Spacewatch                |
| 375733 | 2009 RC31              | 14 de setembre de 2009 | Kitt Peak            | Spacewatch                |
| 375734 | 2009 RQ34              | 14 de setembre de 2009 | Kitt Peak            | Spacewatch                |
| 375735 | 2009 RC35              | 14 de setembre de 2009 | Kitt Peak            | Spacewatch                |
| 375736 | 2009 RA39              | 15 de setembre de 2009 | Kitt Peak            | Spacewatch                |
| 375737 | 2009 RL47              | 15 de setembre de 2009 | Kitt Peak            | Spacewatch                |
| 375738 | 2009 RU50              | 15 de setembre de 2009 | Kitt Peak            | Spacewatch                |
| 375739 | 2009 RF54              | 18 de novembre de 2001 | Kitt Peak            | Spacewatch                |
| 375740 | 2009 RU58              | 15 de setembre de 2009 | Kitt Peak            | Spacewatch                |
| 375741 | 2009 RE62              | 14 de setembre de 2009 | Kitt Peak            | Spacewatch                |
| 375742 | 2009 RW71              | 15 de setembre de 2009 | Kitt Peak            | Spacewatch                |
| 375743 | 2009 SG12              | 16 de setembre de 2009 | Mount Lemmon         | Mt. Lemmon Survey         |
| 375744 | 2009 SG29              | 16 de setembre de 2009 | Kitt Peak            | Spacewatch                |
| 375745 | 2009 SU33              | 16 de setembre de 2009 | Kitt Peak            | Spacewatch                |
| 375746 | 2009 SY39              | 16 de setembre de 2009 | Kitt Peak            | Spacewatch                |
| 375747 | 2009 SP40              | 16 de setembre de 2009 | Kitt Peak            | Spacewatch                |
| 375748 | 2009 ST40              | 16 de setembre de 2009 | Kitt Peak            | Spacewatch                |
| 375749 | 2009 SL41              | 16 de setembre de 2009 | Mount Lemmon         | Mt. Lemmon Survey         |
| 375750 | 2009 SJ42              | 16 de setembre de 2009 | Kitt Peak            | Spacewatch                |
| 375751 | 2009 SU42              | 16 de setembre de 2009 | Kitt Peak            | Spacewatch                |
| 375752 | 2009 SU52              | 17 de setembre de 2009 | Mount Lemmon         | Mt. Lemmon Survey         |
| 375753 | 2009 SL56              | 17 de setembre de 2009 | Kitt Peak            | Spacewatch                |
| 375754 | 2009 SX63              | 17 de setembre de 2009 | Mount Lemmon         | Mt. Lemmon Survey         |
| 375755 | 2009 SF77              | 17 de setembre de 2009 | Kitt Peak            | Spacewatch                |
| 375756 | 2009 SJ77              | 30 de maig de 2008     | Mount Lemmon         | Mt. Lemmon Survey         |
| 375757 | 2009 SV81              | 18 de setembre de 2009 | Mount Lemmon         | Mt. Lemmon Survey         |
| 375758 | 2009 SP96              | 19 de setembre de 2009 | Mount Lemmon         | Mt. Lemmon Survey         |
| 375759 | 2009 SU100             | 20 de setembre de 2009 | Moletai              | K. Cernis, J. Zdanavicius |
| 375760 | 2009 ST110             | 17 de setembre de 2009 | Catalina             | CSS                       |
| 375761 | 2009 SS112             | 18 de setembre de 2009 | Kitt Peak            | Spacewatch                |
| 375762 | 2009 SN118             | 18 de setembre de 2009 | Kitt Peak            | Spacewatch                |
| 375763 | 2009 SN125             | 18 de setembre de 2009 | Kitt Peak            | Spacewatch                |
| 375764 | 2009 SJ130             | 18 de setembre de 2009 | Kitt Peak            | Spacewatch                |
| 375765 | 2009 SV131             | 18 de setembre de 2009 | Kitt Peak            | Spacewatch                |
| 375766 | 2009 SC134             | 18 de setembre de 2009 | Kitt Peak            | Spacewatch                |
| 375767 | 2009 SM137             | 18 de setembre de 2009 | Kitt Peak            | Spacewatch                |
| 375768 | 2009 SJ138             | 18 de setembre de 2009 | Kitt Peak            | Spacewatch                |
| 375769 | 2009 SN146             | 19 de setembre de 2009 | Kitt Peak            | Spacewatch                |
| 375770 | 2009 SU149             | 10 de març de 2008     | Kitt Peak            | Spacewatch                |
| 375771 | 2009 ST150             | 1 d'agost de 2005      | Campo Imperatore     | CINEOS                    |
| 375772 | 2009 SX152             | 16 de febrer de 2007   | Mount Lemmon         | Mt. Lemmon Survey         |
| 375773 | 2009 SD156             | 20 de setembre de 2009 | Kitt Peak            | Spacewatch                |
| 375774 | 2009 SX156             | 20 de setembre de 2009 | Kitt Peak            | Spacewatch                |
| 375775 | 2009 SL160             | 20 de setembre de 2009 | Kitt Peak            | Spacewatch                |
| 375776 | 2009 SZ200             | 22 de setembre de 2009 | Mount Lemmon         | Mt. Lemmon Survey         |
| 375777 | 2009 SH230             | 16 de setembre de 2009 | Catalina             | CSS                       |
| 375778 | 2009 SA239             | 16 de setembre de 2009 | Catalina             | CSS                       |
| 375779 | 2009 SK245             | 23 de setembre de 2009 | Tiki                 | N. Teamo                  |
| 375780 | 2009 SU281             | 25 de setembre de 2009 | Kitt Peak            | Spacewatch                |
| 375781 | 2009 SU284             | 25 de setembre de 2009 | Mount Lemmon         | Mt. Lemmon Survey         |
| 375782 | 2009 SE285             | 25 de setembre de 2009 | Mount Lemmon         | Mt. Lemmon Survey         |
| 375783 | 2009 SC290             | 25 de setembre de 2009 | Kitt Peak            | Spacewatch                |
| 375784 | 2009 SZ291             | 26 de setembre de 2009 | Mount Lemmon         | Mt. Lemmon Survey         |
| 375785 | 2009 SF295             | 27 de setembre de 2009 | Mount Lemmon         | Mt. Lemmon Survey         |
| 375786 | 2009 SZ296             | 21 de setembre de 2009 | Catalina             | CSS                       |
| 375787 | 2009 SB309             | 28 d'agost de 2009     | Kitt Peak            | Spacewatch                |
| 375788 | 2009 SR309             | 18 de setembre de 2009 | Kitt Peak            | Spacewatch                |
| 375789 | 2009 SU327             | 26 de setembre de 2009 | Kitt Peak            | Spacewatch                |
| 375790 | 2009 SN328             | 28 de setembre de 2009 | Kitt Peak            | Spacewatch                |
| 375791 | 2009 SO332             | 21 de setembre de 2009 | Catalina             | CSS                       |
| 375792 | 2009 SN339             | 22 de setembre de 2009 | Mount Lemmon         | Mt. Lemmon Survey         |
| 375793 | 2009 SR339             | 22 de setembre de 2009 | Mount Lemmon         | Mt. Lemmon Survey         |
| 375794 | 2009 SA346             | 22 de setembre de 2009 | Kitt Peak            | Spacewatch                |
| 375795 | 2009 SW356             | 18 de setembre de 2009 | Kitt Peak            | Spacewatch                |
| 375796 | 2009 SY358             | 20 de setembre de 2009 | Kitt Peak            | Spacewatch                |
| 375797 | 2009 SU363             | 23 de setembre de 2009 | Mount Lemmon         | Mt. Lemmon Survey         |
| 375798 | 2009 TA4               | 12 d'octubre de 2009   | Vallemare Borbon     | V. S. Casulli             |
| 375799 | 2009 TO11              | 13 d'octubre de 2009   | Bergisch Gladbac     | W. Bickel                 |
| 375800 | 2009 TM12              | 16 de setembre de 2009 | Mount Lemmon         | Mt. Lemmon Survey         |

## 375801-375900
| Nom    | Designació provisional | Data de descobriment   | Lloc de descobriment | Descobridor/s             |
| ------ | ---------------------- | ---------------------- | -------------------- | ------------------------- |
| 375801 | 2009 TC14              | 20 de setembre de 2009 | Moletai              | K. Cernis, J. Zdanavicius |
| 375802 | 2009 TM14              | 11 d'octubre de 2009   | Catalina             | CSS                       |
| 375803 | 2009 TQ15              | 1 d'octubre de 2009    | Mount Lemmon         | Mt. Lemmon Survey         |
| 375804 | 2009 TW15              | 1 d'octubre de 2009    | Mount Lemmon         | Mt. Lemmon Survey         |
| 375805 | 2009 TY19              | 11 d'octubre de 2009   | Mount Lemmon         | Mt. Lemmon Survey         |
| 375806 | 2009 TE22              | 12 d'octubre de 2009   | La Sagra             | OAM                       |
| 375807 | 2009 TV36              | 15 d'octubre de 2009   | La Sagra             | OAM                       |
| 375808 | 2009 TR38              | 15 d'octubre de 2009   | La Sagra             | OAM                       |
| 375809 | 2009 TS39              | 14 d'octubre de 2009   | Catalina             | CSS                       |
| 375810 | 2009 TG42              | 11 d'octubre de 2009   | Mount Lemmon         | Mt. Lemmon Survey         |
| 375811 | 2009 TZ45              | 12 d'octubre de 2009   | Mount Lemmon         | Mt. Lemmon Survey         |
| 375812 | 2009 UA2               | 17 d'octubre de 2009   | Mayhill              | A. Lowe                   |
| 375813 | 2009 UU4               | 17 d'octubre de 2009   | Bisei SG Center      | BATTeRS                   |
| 375814 | 2009 UF16              | 18 d'octubre de 2009   | Kitt Peak            | Spacewatch                |
| 375815 | 2009 UT25              | 18 d'octubre de 2009   | Catalina             | CSS                       |
| 375816 | 2009 UP26              | 21 d'octubre de 2009   | Catalina             | CSS                       |
| 375817 | 2009 UW27              | 22 d'octubre de 2009   | Catalina             | CSS                       |
| 375818 | 2009 UZ27              | 22 d'octubre de 2009   | Catalina             | CSS                       |
| 375819 | 2009 UO35              | 21 d'octubre de 2009   | Mount Lemmon         | Mt. Lemmon Survey         |
| 375820 | 2009 UV41              | 18 d'octubre de 2009   | Mount Lemmon         | Mt. Lemmon Survey         |
| 375821 | 2009 UC47              | 18 d'octubre de 2009   | Mount Lemmon         | Mt. Lemmon Survey         |
| 375822 | 2009 UN47              | 18 d'octubre de 2009   | Kitt Peak            | Spacewatch                |
| 375823 | 2009 UB62              | 17 de setembre de 2009 | Kitt Peak            | Spacewatch                |
| 375824 | 2009 UA69              | 18 d'octubre de 2009   | Mount Lemmon         | Mt. Lemmon Survey         |
| 375825 | 2009 UQ72              | 23 d'octubre de 2009   | Mount Lemmon         | Mt. Lemmon Survey         |
| 375826 | 2009 UC73              | 18 d'octubre de 2009   | Mount Lemmon         | Mt. Lemmon Survey         |
| 375827 | 2009 UO78              | 21 d'octubre de 2009   | Mount Lemmon         | Mt. Lemmon Survey         |
| 375828 | 2009 UD81              | 22 d'octubre de 2009   | Catalina             | CSS                       |
| 375829 | 2009 UB86              | 24 d'octubre de 2009   | Mount Lemmon         | Mt. Lemmon Survey         |
| 375830 | 2009 UF87              | 24 d'octubre de 2009   | Catalina             | CSS                       |
| 375831 | 2009 UO87              | 15 d'octubre de 2009   | Socorro              | LINEAR                    |
| 375832 | 2009 UH92              | 22 d'octubre de 2009   | Zelenchukskaya S     | T. V. Kryachko            |
| 375833 | 2009 UQ100             | 23 d'octubre de 2009   | Mount Lemmon         | Mt. Lemmon Survey         |
| 375834 | 2009 UW108             | 23 d'octubre de 2009   | Kitt Peak            | Spacewatch                |
| 375835 | 2009 UV112             | 26 d'octubre de 2009   | Catalina             | CSS                       |
| 375836 | 2009 UB117             | 22 d'octubre de 2009   | Mount Lemmon         | Mt. Lemmon Survey         |
| 375837 | 2009 UR123             | 18 d'octubre de 2009   | La Sagra             | OAM                       |
| 375838 | 2009 UF128             | 25 d'octubre de 2009   | Kitt Peak            | Spacewatch                |
| 375839 | 2009 UO130             | 24 d'octubre de 2009   | Catalina             | CSS                       |
| 375840 | 2009 UR136             | 24 d'octubre de 2009   | Catalina             | CSS                       |
| 375841 | 2009 UY137             | 24 d'octubre de 2009   | Catalina             | CSS                       |
| 375842 | 2009 UQ141             | 23 d'octubre de 2009   | Mount Lemmon         | Mt. Lemmon Survey         |
| 375843 | 2009 UK148             | 22 d'octubre de 2009   | Mount Lemmon         | Mt. Lemmon Survey         |
| 375844 | 2009 UT149             | 26 d'octubre de 2009   | Mount Lemmon         | Mt. Lemmon Survey         |
| 375845 | 2009 UJ151             | 16 d'octubre de 2009   | Mount Lemmon         | Mt. Lemmon Survey         |
| 375846 | 2009 UR151             | 22 d'octubre de 2009   | Mount Lemmon         | Mt. Lemmon Survey         |
| 375847 | 2009 UQ152             | 30 d'octubre de 2009   | Mount Lemmon         | Mt. Lemmon Survey         |
| 375848 | 2009 UZ152             | 23 d'octubre de 2009   | Kitt Peak            | Spacewatch                |
| 375849 | 2009 VL6               | 16 de setembre de 2009 | Mount Lemmon         | Mt. Lemmon Survey         |
| 375850 | 2009 VD7               | 30 d'octubre de 2009   | Mount Lemmon         | Mt. Lemmon Survey         |
| 375851 | 2009 VE9               | 8 de novembre de 2009  | Mount Lemmon         | Mt. Lemmon Survey         |
| 375852 | 2009 VZ11              | 8 de novembre de 2009  | Mount Lemmon         | Mt. Lemmon Survey         |
| 375853 | 2009 VG13              | 22 d'octubre de 2005   | Kitt Peak            | Spacewatch                |
| 375854 | 2009 VA14              | 8 de novembre de 2009  | Mount Lemmon         | Mt. Lemmon Survey         |
| 375855 | 2009 VQ14              | 8 de novembre de 2009  | Mount Lemmon         | Mt. Lemmon Survey         |
| 375856 | 2009 VZ16              | 8 de novembre de 2009  | Mount Lemmon         | Mt. Lemmon Survey         |
| 375857 | 2009 VG17              | 8 de novembre de 2009  | Catalina             | CSS                       |
| 375858 | 2009 VW18              | 9 de novembre de 2009  | Kitt Peak            | Spacewatch                |
| 375859 | 2009 VC22              | 9 de novembre de 2009  | Mount Lemmon         | Mt. Lemmon Survey         |
| 375860 | 2009 VX22              | 21 de setembre de 2009 | Mount Lemmon         | Mt. Lemmon Survey         |
| 375861 | 2009 VM28              | 8 de novembre de 2009  | Kitt Peak            | Spacewatch                |
| 375862 | 2009 VV32              | 9 de novembre de 2009  | Mount Lemmon         | Mt. Lemmon Survey         |
| 375863 | 2009 VL33              | 9 de març de 2007      | Kitt Peak            | Spacewatch                |
| 375864 | 2009 VZ33              | 10 de novembre de 2009 | Mount Lemmon         | Mt. Lemmon Survey         |
| 375865 | 2009 VP35              | 21 de setembre de 2009 | Mount Lemmon         | Mt. Lemmon Survey         |
| 375866 | 2009 VV38              | 9 de novembre de 2009  | Kitt Peak            | Spacewatch                |
| 375867 | 2009 VR39              | 11 de novembre de 2009 | Kitt Peak            | Spacewatch                |
| 375868 | 2009 VW39              | 11 de novembre de 2009 | Kitt Peak            | Spacewatch                |
| 375869 | 2009 VV41              | 9 de novembre de 2009  | Mount Lemmon         | Mt. Lemmon Survey         |
| 375870 | 2009 VM45              | 11 de novembre de 2009 | Kitt Peak            | Spacewatch                |
| 375871 | 2009 VK46              | 14 de gener de 2002    | Kitt Peak            | Spacewatch                |
| 375872 | 2009 VL46              | 9 de novembre de 2009  | Catalina             | CSS                       |
| 375873 | 2009 VQ50              | 8 de novembre de 2009  | Kitt Peak            | Spacewatch                |
| 375874 | 2009 VT50              | 22 d'octubre de 2009   | Mount Lemmon         | Mt. Lemmon Survey         |
| 375875 | 2009 VO51              | 26 d'octubre de 2009   | Kitt Peak            | Spacewatch                |
| 375876 | 2009 VC57              | 11 de novembre de 2009 | Mount Lemmon         | Mt. Lemmon Survey         |
| 375877 | 2009 VY57              | 12 de novembre de 2009 | La Sagra             | OAM                       |
| 375878 | 2009 VL58              | 15 de novembre de 2009 | Catalina             | CSS                       |
| 375879 | 2009 VU58              | 12 de novembre de 2009 | Dauban               | F. Kugel                  |
| 375880 | 2009 VX60              | 14 d'octubre de 2009   | Catalina             | CSS                       |
| 375881 | 2009 VH61              | 8 de novembre de 2009  | Kitt Peak            | Spacewatch                |
| 375882 | 2009 VL62              | 8 de novembre de 2009  | Kitt Peak            | Spacewatch                |
| 375883 | 2009 VS62              | 8 de novembre de 2009  | Kitt Peak            | Spacewatch                |
| 375884 | 2009 VD63              | 8 de novembre de 2009  | Kitt Peak            | Spacewatch                |
| 375885 | 2009 VE63              | 8 de novembre de 2009  | Kitt Peak            | Spacewatch                |
| 375886 | 2009 VO71              | 10 de novembre de 2009 | Kitt Peak            | Spacewatch                |
| 375887 | 2009 VR71              | 11 de novembre de 2009 | Kitt Peak            | Spacewatch                |
| 375888 | 2009 VG72              | 14 de novembre de 2009 | Socorro              | LINEAR                    |
| 375889 | 2009 VJ72              | 14 de novembre de 2009 | Socorro              | LINEAR                    |
| 375890 | 2009 VN72              | 14 de novembre de 2009 | Socorro              | LINEAR                    |
| 375891 | 2009 VZ75              | 15 de novembre de 2009 | Catalina             | CSS                       |
| 375892 | 2009 VQ82              | 8 de novembre de 2009  | Kitt Peak            | Spacewatch                |
| 375893 | 2009 VB83              | 22 d'agost de 2004     | Kitt Peak            | Spacewatch                |
| 375894 | 2009 VL85              | 25 de novembre de 2005 | Kitt Peak            | Spacewatch                |
| 375895 | 2009 VF86              | 10 de novembre de 2009 | Kitt Peak            | Spacewatch                |
| 375896 | 2009 VZ86              | 10 de novembre de 2009 | Kitt Peak            | Spacewatch                |
| 375897 | 2009 VN87              | 10 de novembre de 2009 | Kitt Peak            | Spacewatch                |
| 375898 | 2009 VU91              | 28 de setembre de 2009 | Mount Lemmon         | Mt. Lemmon Survey         |
| 375899 | 2009 VQ92              | 25 d'octubre de 2009   | Kitt Peak            | Spacewatch                |
| 375900 | 2009 VP94              | 9 de novembre de 2009  | Kitt Peak            | Spacewatch                |

## 375901-376000
| Nom    | Designació provisional | Data de descobriment   | Lloc de descobriment | Descobridor/s        |
| ------ | ---------------------- | ---------------------- | -------------------- | -------------------- |
| 375901 | 2009 VA95              | 9 de novembre de 2009  | Kitt Peak            | Spacewatch           |
| 375902 | 2009 VB95              | 9 de novembre de 2009  | Kitt Peak            | Spacewatch           |
| 375903 | 2009 VQ96              | 8 de novembre de 2009  | Kitt Peak            | Spacewatch           |
| 375904 | 2009 VJ105             | 10 de novembre de 2009 | Catalina             | CSS                  |
| 375905 | 2009 VU107             | 8 de novembre de 2009  | Mount Lemmon         | Mt. Lemmon Survey    |
| 375906 | 2009 VL110             | 10 de novembre de 2009 | Mount Lemmon         | Mt. Lemmon Survey    |
| 375907 | 2009 VX113             | 8 de novembre de 2009  | Kitt Peak            | Spacewatch           |
| 375908 | 2009 VZ113             | 8 de novembre de 2009  | Mount Lemmon         | Mt. Lemmon Survey    |
| 375909 | 2009 VH114             | 9 de novembre de 2009  | Kitt Peak            | Spacewatch           |
| 375910 | 2009 WP9               | 19 de novembre de 2009 | Socorro              | LINEAR               |
| 375911 | 2009 WP10              | 19 de novembre de 2009 | Socorro              | LINEAR               |
| 375912 | 2009 WY14              | 16 de novembre de 2009 | Mount Lemmon         | Mt. Lemmon Survey    |
| 375913 | 2009 WY18              | 10 de setembre de 2004 | Kitt Peak            | Spacewatch           |
| 375914 | 2009 WV23              | 19 de novembre de 2009 | Catalina             | CSS                  |
| 375915 | 2009 WL26              | 13 d'abril de 2007     | Siding Spring        | Siding Spring Survey |
| 375916 | 2009 WF28              | 16 de novembre de 2009 | Kitt Peak            | Spacewatch           |
| 375917 | 2009 WL28              | 16 de novembre de 2009 | Kitt Peak            | Spacewatch           |
| 375918 | 2009 WY35              | 17 de novembre de 2009 | Kitt Peak            | Spacewatch           |
| 375919 | 2009 WE37              | 17 de novembre de 2009 | Kitt Peak            | Spacewatch           |
| 375920 | 2009 WB41              | 17 de novembre de 2009 | Kitt Peak            | Spacewatch           |
| 375921 | 2009 WK41              | 2 de desembre de 2004  | Kitt Peak            | Spacewatch           |
| 375922 | 2009 WY41              | 17 de novembre de 2009 | Kitt Peak            | Spacewatch           |
| 375923 | 2009 WB43              | 17 de novembre de 2009 | Catalina             | CSS                  |
| 375924 | 2009 WE44              | 5 de desembre de 2005  | Kitt Peak            | Spacewatch           |
| 375925 | 2009 WV46              | 18 de novembre de 2009 | Mount Lemmon         | Mt. Lemmon Survey    |
| 375926 | 2009 WX46              | 18 de novembre de 2009 | Mount Lemmon         | Mt. Lemmon Survey    |
| 375927 | 2009 WY52              | 22 de novembre de 2009 | Bisei SG Center      | BATTeRS              |
| 375928 | 2009 WU62              | 16 de novembre de 2009 | Mount Lemmon         | Mt. Lemmon Survey    |
| 375929 | 2009 WZ64              | 17 de novembre de 2009 | Kitt Peak            | Spacewatch           |
| 375930 | 2009 WD65              | 17 de novembre de 2009 | Mount Lemmon         | Mt. Lemmon Survey    |
| 375931 | 2009 WH68              | 5 de maig de 2003      | Kitt Peak            | Spacewatch           |
| 375932 | 2009 WP75              | 18 de novembre de 2009 | Kitt Peak            | Spacewatch           |
| 375933 | 2009 WQ75              | 18 de novembre de 2009 | Kitt Peak            | Spacewatch           |
| 375934 | 2009 WW75              | 28 de desembre de 2005 | Mount Lemmon         | Mt. Lemmon Survey    |
| 375935 | 2009 WU82              | 19 de novembre de 2009 | Kitt Peak            | Spacewatch           |
| 375936 | 2009 WG84              | 19 de novembre de 2009 | Kitt Peak            | Spacewatch           |
| 375937 | 2009 WR87              | 19 de novembre de 2009 | Kitt Peak            | Spacewatch           |
| 375938 | 2009 WT87              | 19 de novembre de 2009 | Kitt Peak            | Spacewatch           |
| 375939 | 2009 WH88              | 19 de novembre de 2009 | Kitt Peak            | Spacewatch           |
| 375940 | 2009 WF101             | 22 de novembre de 2009 | Kitt Peak            | Spacewatch           |
| 375941 | 2009 WE102             | 22 de novembre de 2009 | Mount Lemmon         | Mt. Lemmon Survey    |
| 375942 | 2009 WB104             | 10 de novembre de 2009 | Catalina             | CSS                  |
| 375943 | 2009 WG121             | 26 de desembre de 2005 | Mount Lemmon         | Mt. Lemmon Survey    |
| 375944 | 2009 WJ126             | 20 de novembre de 2009 | Kitt Peak            | Spacewatch           |
| 375945 | 2009 WA131             | 15 d'abril de 2007     | Kitt Peak            | Spacewatch           |
| 375946 | 2009 WY133             | 22 de setembre de 2009 | Mount Lemmon         | Mt. Lemmon Survey    |
| 375947 | 2009 WG142             | 24 d'octubre de 2009   | Catalina             | CSS                  |
| 375948 | 2009 WM153             | 19 de novembre de 2009 | Mount Lemmon         | Mt. Lemmon Survey    |
| 375949 | 2009 WH165             | 17 de novembre de 2009 | Kitt Peak            | Spacewatch           |
| 375950 | 2009 WL165             | 21 de novembre de 2009 | Kitt Peak            | Spacewatch           |
| 375951 | 2009 WX166             | 21 de novembre de 2009 | Kitt Peak            | Spacewatch           |
| 375952 | 2009 WU168             | 22 de novembre de 2009 | Kitt Peak            | Spacewatch           |
| 375953 | 2009 WD169             | 22 de novembre de 2009 | Kitt Peak            | Spacewatch           |
| 375954 | 2009 WB170             | 22 de novembre de 2009 | Kitt Peak            | Spacewatch           |
| 375955 | 2009 WR172             | 22 de novembre de 2009 | Catalina             | CSS                  |
| 375956 | 2009 WP175             | 13 de març de 2007     | Mount Lemmon         | Mt. Lemmon Survey    |
| 375957 | 2009 WN178             | 16 de març de 2007     | Kitt Peak            | Spacewatch           |
| 375958 | 2009 WS178             | 23 de novembre de 2009 | Kitt Peak            | Spacewatch           |
| 375959 | 2009 WM180             | 23 de novembre de 2009 | Kitt Peak            | Spacewatch           |
| 375960 | 2009 WO195             | 25 de novembre de 2009 | Kitt Peak            | Spacewatch           |
| 375961 | 2009 WC198             | 25 de novembre de 2009 | Catalina             | CSS                  |
| 375962 | 2009 WM200             | 26 de novembre de 2009 | Mount Lemmon         | Mt. Lemmon Survey    |
| 375963 | 2009 WJ203             | 16 de novembre de 2009 | Kitt Peak            | Spacewatch           |
| 375964 | 2009 WW203             | 22 d'abril de 2007     | Mount Lemmon         | Mt. Lemmon Survey    |
| 375965 | 2009 WE205             | 24 de setembre de 1992 | Kitt Peak            | Spacewatch           |
| 375966 | 2009 WZ205             | 17 de novembre de 2009 | Kitt Peak            | Spacewatch           |
| 375967 | 2009 WL208             | 17 de novembre de 2009 | Kitt Peak            | Spacewatch           |
| 375968 | 2009 WR211             | 18 de novembre de 2009 | Kitt Peak            | Spacewatch           |
| 375969 | 2009 WP212             | 18 de novembre de 2009 | Kitt Peak            | Spacewatch           |
| 375970 | 2009 WB216             | 22 de novembre de 2009 | Catalina             | CSS                  |
| 375971 | 2009 WR217             | 17 de novembre de 2009 | Kitt Peak            | Spacewatch           |
| 375972 | 2009 WU217             | 17 de novembre de 2009 | Kitt Peak            | Spacewatch           |
| 375973 | 2009 WS220             | 23 d'octubre de 2009   | Kitt Peak            | Spacewatch           |
| 375974 | 2009 WK223             | 10 d'octubre de 2004   | Kitt Peak            | Spacewatch           |
| 375975 | 2009 WN229             | 26 de desembre de 2005 | Mount Lemmon         | Mt. Lemmon Survey    |
| 375976 | 2009 WJ233             | 17 de novembre de 2009 | Catalina             | CSS                  |
| 375977 | 2009 WB234             | 18 de novembre de 2009 | Mount Lemmon         | Mt. Lemmon Survey    |
| 375978 | 2009 WS236             | 10 de novembre de 2009 | Kitt Peak            | Spacewatch           |
| 375979 | 2009 WU239             | 17 de novembre de 2009 | Mount Lemmon         | Mt. Lemmon Survey    |
| 375980 | 2009 WA246             | 23 de novembre de 2009 | Kitt Peak            | Spacewatch           |
| 375981 | 2009 WC246             | 23 de novembre de 2009 | Kitt Peak            | Spacewatch           |
| 375982 | 2009 WG248             | 3 de novembre de 2005  | Mount Lemmon         | Mt. Lemmon Survey    |
| 375983 | 2009 WY248             | 8 de setembre de 2000  | Kitt Peak            | Spacewatch           |
| 375984 | 2009 WZ251             | 24 de novembre de 2009 | Kitt Peak            | Spacewatch           |
| 375985 | 2009 WG257             | 26 d'abril de 2003     | Kitt Peak            | Spacewatch           |
| 375986 | 2009 WN257             | 25 de novembre de 2009 | Kitt Peak            | Spacewatch           |
| 375987 | 2009 WB263             | 24 de novembre de 2009 | Kitt Peak            | Spacewatch           |
| 375988 | 2009 WG264             | 21 de novembre de 2009 | Mount Lemmon         | Mt. Lemmon Survey    |
| 375989 | 2009 XU3               | 28 de novembre de 2000 | Kitt Peak            | Spacewatch           |
| 375990 | 2009 XL6               | 12 de desembre de 2009 | Mayhill              | A. Lowe              |
| 375991 | 2009 XF9               | 31 de gener de 2006    | Mount Lemmon         | Mt. Lemmon Survey    |
| 375992 | 2009 XP9               | 12 de desembre de 2009 | Socorro              | LINEAR               |
| 375993 | 2009 XS16              | 15 de desembre de 2009 | Mount Lemmon         | Mt. Lemmon Survey    |
| 375994 | 2009 XH20              | 15 de desembre de 2009 | Dauban               | F. Kugel             |
| 375995 | 2009 XP24              | 10 de desembre de 2009 | Socorro              | LINEAR               |
| 375996 | 2009 YM2               | 17 de desembre de 2009 | Mount Lemmon         | Mt. Lemmon Survey    |
| 375997 | 2009 YD10              | 17 de desembre de 2009 | Mount Lemmon         | Mt. Lemmon Survey    |
| 375998 | 2009 YU10              | 18 de desembre de 2009 | Mount Lemmon         | Mt. Lemmon Survey    |
| 375999 | 2009 YG24              | 17 de desembre de 2009 | Kitt Peak            | Spacewatch           |
| 376000 | 2010 AU4               | 4 de gener de 2010     | Kitt Peak            | Spacewatch           |